# Recordes do Fluminense Football Club
este artigo estão listados grandes feitos de times de futebol do Fluminense Football Club em toda a sua história.

## Maiores vitórias

### Competições oficiais
| Data                    | Time A     | Placar | Time B             | Competição                    | Local               | Público        |
| ----------------------- | ---------- | ------ | ------------------ | ----------------------------- | ------------------- | -------------- |
| 27 de julho de 1952     | Fluminense | 5–2    | Austria Viena      | Copa Rio (Internacional)      | Maracanã            | 45.623         |
| 17 de fevereiro de 1971 | Fluminense | 6–0    | Deportivo Italia   | Copa Libertadores da América  | Olímpico de Caracas | 1.918          |
| 5 de março de 2008      | Fluminense | 6–0    | Arsenal de Sarandí | Copa Libertadores da América  | Maracanã            | 35.436         |
| 26 de maio de 2022      | Fluminense | 10–1   | Oriente Petrolero  | Copa Sul-Americana            | Ramón Tahuichi      | Não disponível |
| 31 de agosto de 1960    | Fluminense | 8–0    | Fonseca            | Taça Brasil                   | Laranjeiras         | 7.000          |
| 4 de novembro de 1970   | Fluminense | 6–1    | Ponte Preta        | Torneio Roberto Gomes Pedrosa | Maracanã            | 7.710          |
| 27 de outubro de 2004   | Fluminense | 7–1    | Juventude          | Campeonato Brasileiro         | Raulino de Oliveira | 2.768          |
| 26 de fevereiro de 2025 | Fluminense | 8–0    | Águia de Marabá    | Copa do Brasil                | Mangueirão          | 3.100          |
| 27 de janeiro de 2002   | Fluminense | 8–0    | America            | Torneio Rio-São Paulo         | Giulite Coutinho    | Não disponível |
| 9 de setembro de 1906   | Fluminense | 11–0   | Football Athletic  | Campeonato Carioca            | Laranjeiras         | Não disponível |
| 5 de julho de 1908      | Fluminense | 11–0   | Riachuelo          | Campeonato Carioca            | Laranjeiras         | Não disponível |
| 28 de outubro de 1941   | Fluminense | 8–3    | Canto do Rio       | Torneio Extra                 | Laranjeiras         | 790            |
| 21 de junho de 1936     | Fluminense | 12–2   | Serrano            | Torneio Aberto                | Laranjeiras         | Não disponível |
| 20 de abril de 1946     | Fluminense | 9–1    | Bonsucesso         | Torneio Municipal             | General Severiano   | 2.546          |
| 24 de março de 1943     | Fluminense | 5–1    | Flamengo           | Torneio Relâmpago             | São Januário        | 9.235-         |

### Principais estádios do Brasil
| Data                    | Estádio             | Time A     | Placar | Time B                | Competição            | Público        |
| ----------------------- | ------------------- | ---------- | ------ | --------------------- | --------------------- | -------------- |
| 9 de setembro de 1906   | Laranjeiras         | Fluminense | 11–0   | Football and Athletic | Campeonato Carioca    | Não disponível |
| 5 de julho de 1908      | Laranjeiras         | Fluminense | 11–0   | Riachuelo             | Campeonato Carioca    | Não disponível |
| 24 de abril de 1976     | Maracanã            | Fluminense | 9–0    | Goytacaz              | Campeonato Carioca    | 15.665         |
| 15 de fevereiro de 2018 | Engenhão            | Fluminense | 5–0    | Salgueiro             | Copa do Brasil        | 2.930          |
| 11 de novembro de 1962  | São Januário        | Fluminense | 7–0    | Portuguesa            | Campeonato Carioca    | 3.916          |
| 27 de janeiro de 2002   | Giulite Coutinho    | Fluminense | 8–0    | America               | Torneio Rio-São Paulo | Não disponível |
| 27 de outubro de 2004   | Raulino de Oliveira | Fluminense | 7–1    | Juventude             | Campeonato Brasileiro | 2.768          |
| 23 de julho de 1977     | Moça Bonita         | Fluminense | 6–0    | Madureira             | Campeonato Carioca    | 4.833          |
| 7 de setembro de 2005   | Mineirão            | Fluminense | 6–2    | Cruzeiro              | Campeonato Brasileiro | 11.119         |
| 16 de abril de 1961     | Independência       | Fluminense | 5–0    | Cruzeiro              | Amistoso              | 11.815         |
| 7 de novembro de 1970   | Morumbi             | Fluminense | 3–0    | Palmeiras             | Campeonato Brasileiro | 22.096         |
| 21 de outubro de 1972   | Morumbi             | Fluminense | 3–0    | São Paulo             | Campeonato Brasileiro | 13.614         |
| 21 de dezembro de 1941  | Pacaembu            | Fluminense | 7–3    | São Paulo             | Amistoso              | 25.174         |
| 7 de novembro de 2001   | Parque Antártica    | Fluminense | 6–2    | Palmeiras             | Campeonato Brasileiro | 6.289          |
| 9 de junho de 1918      | Vila Belmiro        | Fluminense | 6–1    | Santos                | Amistoso              | Não disponível |
| 23 de março de 1957     | Brinco de Ouro      | Fluminense | 5–2    | Guarani               | Amistoso              | Não disponível |
| 21 de novembro de 2010  | Arena Barueri       | Fluminense | 4–1    | São Paulo             | Campeonato Brasileiro | 14.410         |
| 29 de agosto de 2007    | Beira-Rio           | Fluminense | 4–1    | Internacional         | Campeonato Brasileiro | 14.475         |
| 30 de janeiro de 1935   | Couto Pereira       | Fluminense | 4–0    | Atlético Paranaense   | Amistoso              | 8.000          |
| 29 de março de 1949     | Durival de Britto   | Fluminense | 8–3    | Coritiba              | Amistoso              | 2.093          |
| 20 de novembro de 2011  | Orlando Scarpelli   | Fluminense | 4–0    | Figueirense           | Campeonato Brasileiro | 16.582         |
| 5 de junho de 2010      | Ressacada           | Fluminense | 3–0    | Avaí                  | Campeonato Brasileiro | 8.458          |
| 21 de junho de 2017     | Ressacada           | Fluminense | 3–0    | Avaí                  | Campeonato Brasileiro | 5.342          |
| 13 de novembro de 1992  | Heriberto Hulse     | Fluminense | 3–0    | Criciúma              | Copa do Brasil        | 14.264         |
| 3 de fevereiro de 1959  | Fonte Nova          | Fluminense | 4–1    | Bahia                 | Amistoso              | Não disponível |
| 23 de agosto de 2000    | Barradão            | Fluminense | 4–2    | Vitória               | Campeonato Brasileiro | 7.339          |
| 20 de julho de 1947     | Ilha do Retiro      | Fluminense | 6–3    | Santa Cruz            | Amistoso              | Não disponível |
| 24 de maio de 2006      | Castelão            | Fluminense | 5–2    | Fortaleza             | Amistoso              | 12.446         |
| 6 de agosto de 2014     | Arena das Dunas     | Fluminense | 3–0    | América-RN            | Copa do Brasil        | 25.502         |
| 2 de abril de 1975      | Serra Dourada       | Fluminense | 6–0    | Atlético Goianiense   | Amistoso              | 17.686         |
| 14 de fevereiro de 1965 | Olímpico de Goiânia | Fluminense | 5–1    | Atlético Goianiense   | Amistoso              | Não disponível |
| 15 de março de 1981     | Mangueirão          | Fluminense | 4–0    | Paysandu              | Campeonato Brasileiro | 29.129         |
| 1º de maio de 1979      | Vivaldo Lima        | Fluminense | 7–1    | Fast Clube            | Amistoso              | 8.447          |
| 4 de março de 2023      | Mané Garrincha      | Fluminense | 5–0    | Bangu                 | Campeonato Carioca    | 14.406         |

### Principais adversários do Brasil
Confrontos contra clubes campeões brasileiros.
| Data                   | Estádio           | Time A     | Placar | Time B              | Competição            | Público        |
| ---------------------- | ----------------- | ---------- | ------ | ------------------- | --------------------- | -------------- |
| 13 de maio de 1906     | Laranjeiras       | Fluminense | 8–0    | Botafogo            | Campeonato Carioca    | Não disponível |
| 11 de maio de 1941     | Laranjeiras       | Fluminense | 6–2    | Vasco               | Campeonato Carioca    | 12.608         |
| 24 de março de 1943    | São Januário      | Fluminense | 5–1    | Flamengo            | Torneio Relâmpago     | 9.235          |
| 20 de março de 1960    | Maracanã          | Fluminense | 7–2    | São Paulo           | Torneio Rio-São Paulo | 27.322         |
| 9 de junho de 1918     | Vila Belmiro      | Fluminense | 6–1    | Santos              | Amistoso              | Não disponível |
| 7 de novembro de 2001  | Parque Antártica  | Fluminense | 6–2    | Palmeiras           | Campeonato Brasileiro | 6.289          |
| 15 de abril de 1959    | Maracanã          | Fluminense | 5–1    | Corinthians         | Torneio Rio-São Paulo | 13.042         |
| 29 de dezembro de 1955 | Laranjeiras       | Fluminense | 4–0    | Guarani             | Amistoso              | 1.013          |
| 13 de janeiro de 1937  | Campos Sales      | Fluminense | 6–0    | Atlético Mineiro    | Copa dos Campeões     | Não disponível |
| 16 de abril de 1961    | Independência     | Fluminense | 5–0    | Cruzeiro            | Amistoso              | 11.815         |
| 15 de agosto de 1937   | Baixada           | Fluminense | 4–0    | Grêmio              | Amistoso              | Não disponível |
| 29 de agosto de 2007   | Beira-Rio         | Fluminense | 4–1    | Internacional       | Campeonato Brasileiro | 14.475         |
| 29 de março de 1949    | Durival de Britto | Fluminense | 8–3    | Coritiba            | Amistoso              | 2.093          |
| 30 de janeiro de 1935  | Belfort Duarte    | Fluminense | 4–0    | Atlético Paranaense | Amistoso              | 8.000          |
| 26 de janeiro de 1947  | Durival de Britto | Fluminense | 4–0    | Atlético Paranaense | Amistoso              | 7.067          |
| 6 de agosto de 2009    | Maracanã          | Fluminense | 5–1    | Sport               | Campeonato Brasileiro | 12.281         |
| 19 de julho de 2012    | Engenhão          | Fluminense | 4–0    | Bahia               | Campeonato Brasileiro | 7.413          |

Confrontos contra outros clubes campeões cariocas.
| Data                   | Estádio                | Time A     | Placar | Time B        | Competição            | Público        |
| ---------------------- | ---------------------- | ---------- | ------ | ------------- | --------------------- | -------------- |
| 9 de dezembro de 1917  | Campo da Rua Guanabara | Fluminense | 11–1   | Bangu         | Campeonato Carioca    | Não disponível |
| 21 de setembro de 1946 | Laranjeiras            | Fluminense | 11–1   | Bangu         | Campeonato Carioca    | 4.304          |
| 3 de maio de 1908      | Campo da Rua Guanabara | Fluminense | 10–1   | Paisandu      | Campeonato Carioca    | Não disponível |
| 20 de julho de 1941    | Laranjeiras            | Fluminense | 9–0    | São Cristóvão | Campeonato Carioca    | 2.699          |
| 27 de janeiro de 2002  | Giulite Coutinho       | Fluminense | 8–0    | America       | Torneio Rio-São Paulo | Não disponível |

## Estatísticas de confrontos contra clubes brasileiros

### Clubes da região Centro Oeste
| Estado                    | Vitórias | Empates | Derrotas | Gols pró | Gols contra | Primeiro confronto | Partida                 |
| ------------------------- | -------- | ------- | -------- | -------- | ----------- | ------------------ | ----------------------- |
| Distrito Federal (Brasil) | 13       | 08      | 04       | 39       | 24          | 21/04/1966         | Rabello 1–1 Fluminense  |
| Goiás                     | 54       | 26      | 34       | 203      | 146         | 15/07/1951         | Goiânia 1–4 Fluminense  |
| Mato Grosso do Sul        | 04       | 03      | 02       | 14       | 10          | 17/02/1974         | Operário 1–1 Fluminense |
| Mato Grosso               | 13       | 04      | 03       | 37       | 23          | 10/06/1957         | Mixto 2–2 Fluminense    |

### Clubes da região Nordeste
| Estado              | Vitórias | Empates | Derrotas | Gols pró | Gols contra | Primeiro confronto | Partida                           |
| ------------------- | -------- | ------- | -------- | -------- | ----------- | ------------------ | --------------------------------- |
| Alagoas             | 13       | 06      | 02       | 42       | 14          | 29/01/1959         | CSA 0–6 Fluminense                |
| Bahia               | 69       | 46      | 34       | 220      | 149         | 01/04/1923         | Ass. Atl. da Bahia 1–3 Fluminense |
| Ceará               | 33       | 18      | 22       | 118      | 78          | 15/12/1948         | Ceará 1–5 Fluminense              |
| Maranhão            | 24       | 03      | 02       | 89       | 23          | 31/01/1946         | Sampaio Correia 1–7 Fluminense    |
| Paraíba             | 17       | 02      | 02       | 52       | 11          | 18/02/1946         | Treze 2–4 Fluminense              |
| Pernambuco          | 64       | 35      | 29       | 200      | 127         | 17/02/1946         | Santa Cruz 1–1 Fluminense         |
| Piauí               | 08       | 03      | 03       | 25       | 13          | 24/04/1966         | Flamengo 0–1 Fluminense           |
| Rio Grande do Norte | 15       | 04      | 07       | 50       | 30          | 23/01/1959         | ABC 1–3 Fluminense                |
| Sergipe             | 13       | 03      | 01       | 38       | 09          | 08/07/1951         | Vasco de Aracaju 1–7 Fluminense   |

### Clubes da região Norte
| Estado   | Vitórias | Empates | Derrotas | Gols pró | Gols contra | Primeiro confronto | Partida                    |
| -------- | -------- | ------- | -------- | -------- | ----------- | ------------------ | -------------------------- |
| Acre     | 02       | 00      | 00       | 08       | 01          | 14/02/2007         | ADESG 1–2 Fluminense       |
| Amazonas | 15       | 04      | 03       | 62       | 15          | 24/06/1959         | Fast 1–5 Fluminense        |
| Amapá    | 01       | 00      | 00       | 04       | 01          | 21/06/1959         | Santana 1–4 Fluminense     |
| Pará     | 28       | 17      | 05       | 118      | 45          | 10/01/1946         | Tuna Luso 0–0 Fluminense   |
| Rondônia | 00       | 01      | 00       | 01       | 01          | 09/06/1987         | Ferroviário 1–1 Fluminense |

### Clubes da região Sudeste
| Estado                  | Vitórias | Empates | Derrotas | Gols pró | Gols contra | Primeiro confronto | Partida                     |
| ----------------------- | -------- | ------- | -------- | -------- | ----------- | ------------------ | --------------------------- |
| Espírito Santo (estado) | 57       | 19      | 12       | 217      | 81          | 31/05/1936         | Vitória 1–8 Fluminense      |
| Minas Gerais            | 148      | 85      | 95       | 594      | 429         | 12/10/1920         | Sport JF 0–3 Fluminense     |
| Rio de Janeiro          | 1771     | 707     | 741      | 6750     | 3804        | 19/10/1902         | Rio Football 0–8 Fluminense |
| São Paulo               | 287      | 185     | 293      | 1159     | 1130        | 07/09/1903         | Paulistano 1–2 Fluminense   |

### Clubes da região Sul
| Estado            | Vitórias | Empates | Derrotas | Gols pró | Gols contra | Primeiro confronto | Partida                          |
| ----------------- | -------- | ------- | -------- | -------- | ----------- | ------------------ | -------------------------------- |
| Paraná            | 58       | 33      | 57       | 214      | 203         | 30/01/1935         | Atlético 0–4 Fluminense          |
| Rio Grande do Sul | 87       | 63      | 93       | 315      | 317         | 03/04/1920         | Fluminense 6–2 Brasil de Pelotas |
| Santa Catarina    | 55       | 38      | 27       | 194      | 126         | 11/03/1951         | América 2–1 Fluminense           |

## Estatística de confrontos contra clubes estrangeiros

### América do Sul

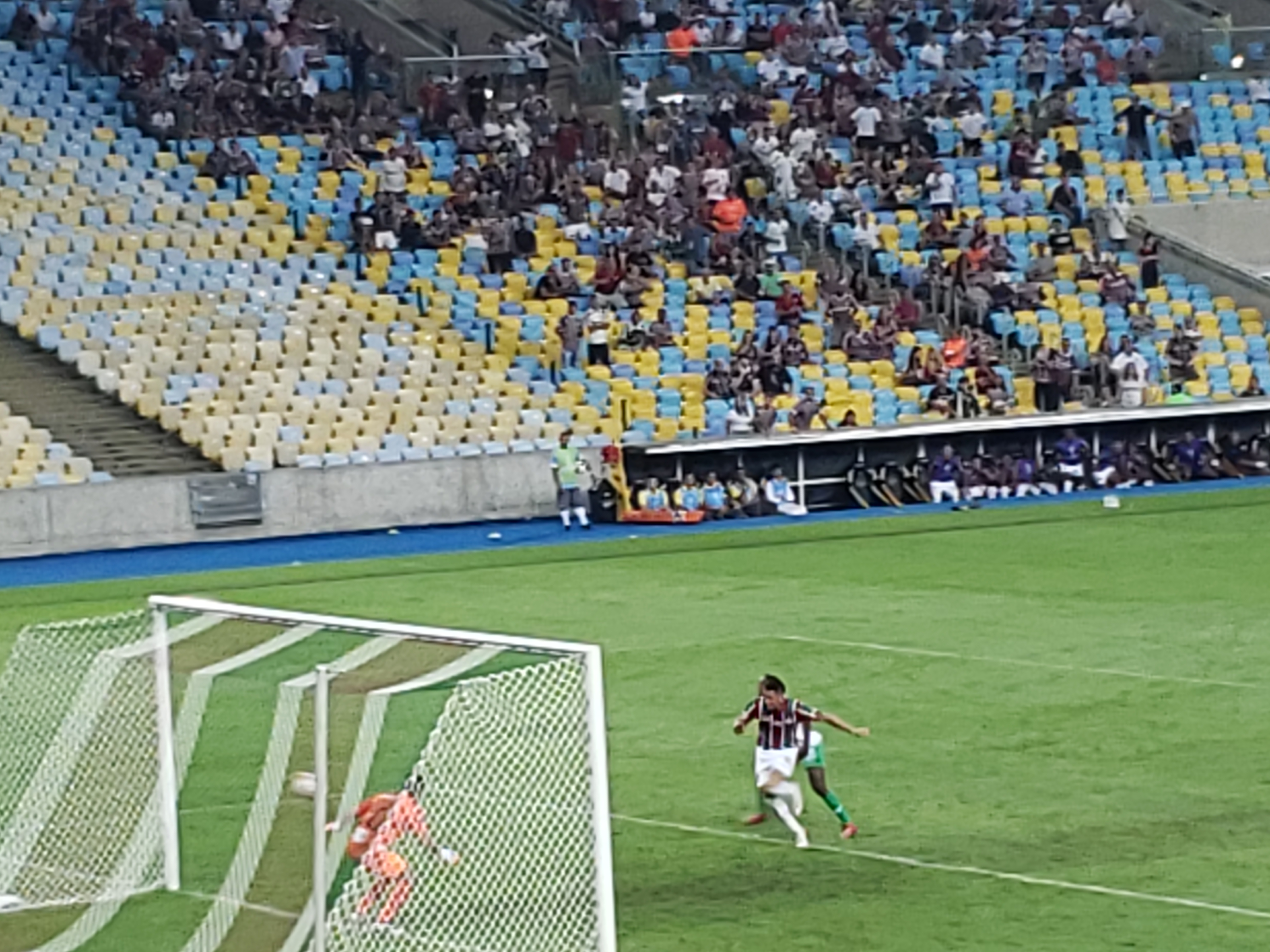
Fluminense 4 a 1 pela Copa Sul-Americana de 2019.

| País      | Vitórias | Empates | Derrotas | Gols pró | Gols contra | Primeiro confronto | Partida                               |
| --------- | -------- | ------- | -------- | -------- | ----------- | ------------------ | ------------------------------------- |
| Argentina | 17       | 13      | 15       | 63       | 56          | 11/07/1937         | Fluminense 3–0 Comb. Becar-Varella    |
| Bolívia   | 06       | 02      | 03       | 27       | 09          | 02/04/1950         | Ferroviario Bolivia 1–1 Fluminense    |
| Chile     | 11       | 08      | 02       | 32       | 16          | 07/05/1950         | Colo Colo 3–0 Fluminense              |
| Colômbia  | 20       | 04      | 06       | 53       | 27          | 19/03/1953         | Deportivo Cali 1–1 Fluminense         |
| Equador   | 15       | 04      | 06       | 55       | 33          | 22/04/1950         | Barcelona de Guayaquil 4–6 Fluminense |
| Paraguai  | 17       | 06      | 04       | 49       | 28          | 27/01/1953         | Presidente Hayes 1–2 Fluminense       |
| Peru      | 09       | 05      | 04       | 43       | 35          | 05/03/1950         | Universitario 3–0 Fluminense          |
| Suriname  | 03       | 01      | 00       | 15       | 04          | 17/05/1966         | Transwall 2–2 Fluminense              |
| Uruguai   | 09       | 07      | 12       | 32       | 39          | 20/01/1918         | Fluminense 1–1 Dublin                 |
| Venezuela | 07       | 00      | 01       | 17       | 03          | 14/02/1971         | Deportivo Galicia 1–3 Fluminense      |

### América do Norte e Central

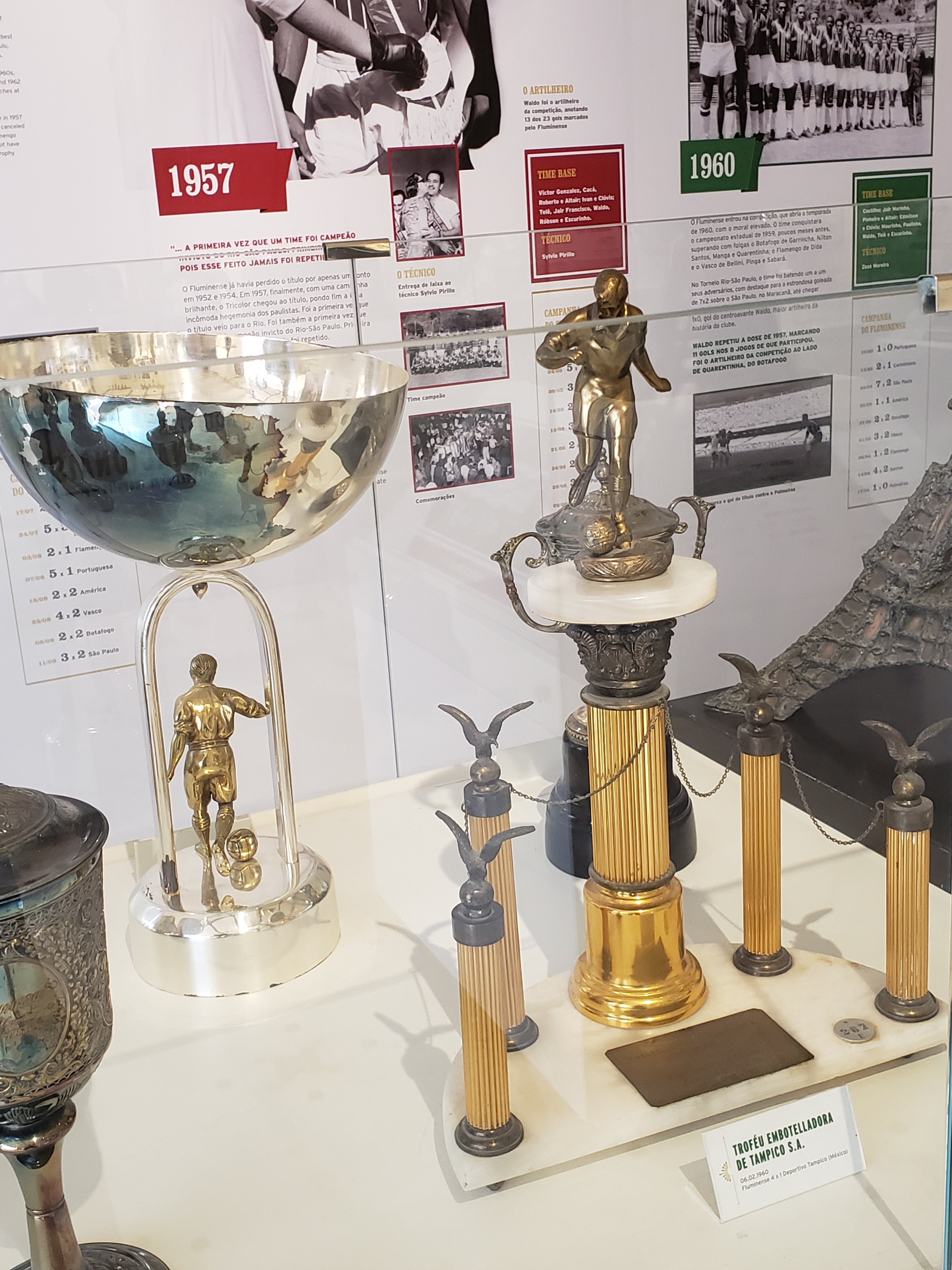
Taça Embotelladora de Tampico 1960 (México).

| País           | Vitórias | Empates | Derrotas | Gols pró | Gols contra | Primeiro confronto | Partida                            |
| -------------- | -------- | ------- | -------- | -------- | ----------- | ------------------ | ---------------------------------- |
| Canadá         | 00       | 00      | 01       | 01       | 03          | 06/06/1984         | Vancouver Whitecaps 3–1 Fluminense |
| Costa Rica     | 01       | 00      | 00       | 03       | 02          | 10/01/1960         | Deportivo Saprissa 2–3 Fluminense  |
| Estados Unidos | 01       | 00      | 00       | 04       | 03          | 22/06/2013         | Orlando City 3–4 Fluminense        |
| Guatemala      | 01       | 02      | 00       | 06       | 03          | 25/06/1950         | Tip Nac 2–2 Fluminense             |
| México         | 04       | 01      | 06       | 17       | 20          | 14/01/1960         | América 1–0 Fluminense             |

### África

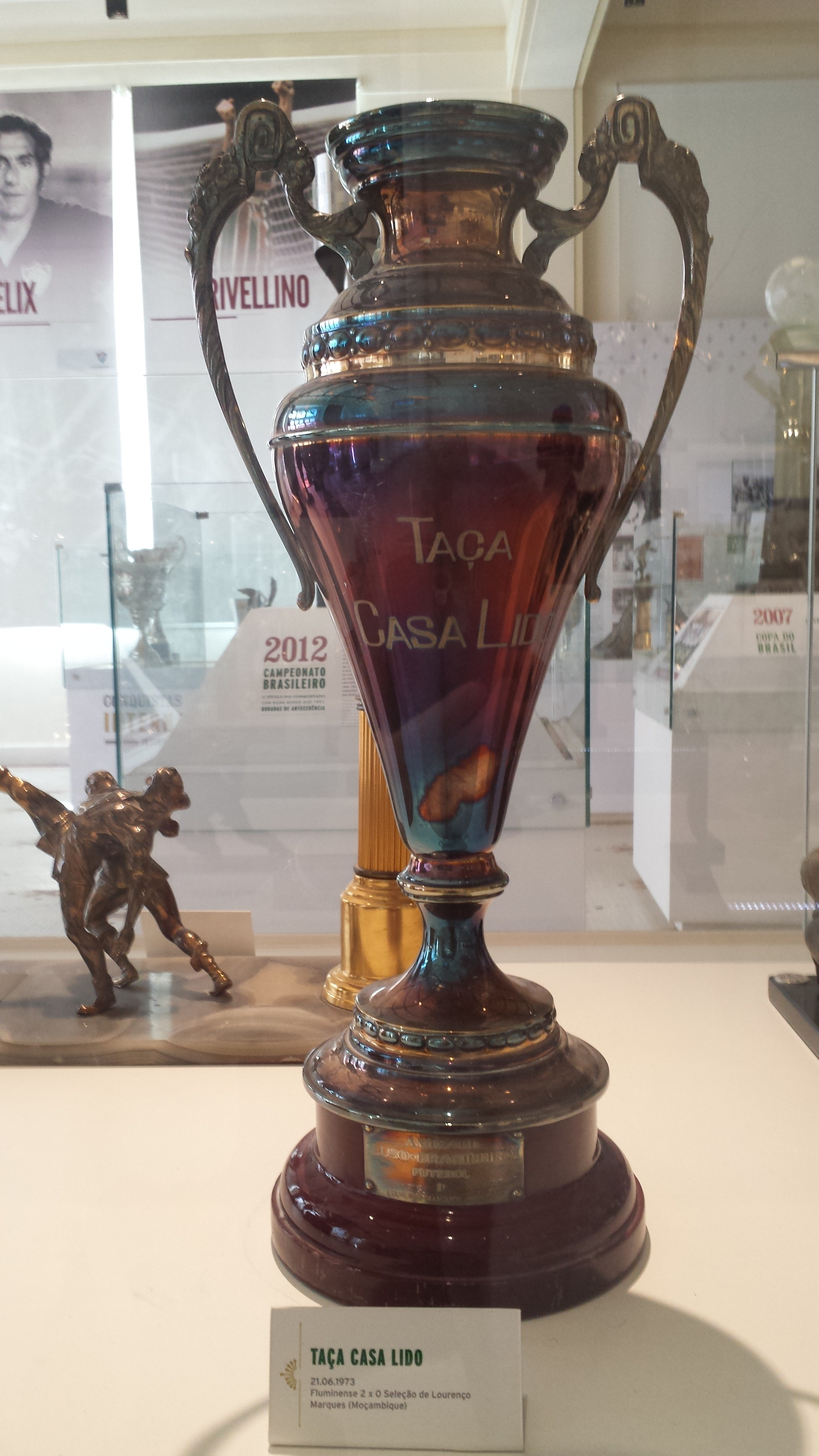
Taça Casa Lido (Moçambique).

| País          | Vitórias | Empates | Derrotas | Gols pró | Gols contra | Primeiro confronto | Partida                            |
| ------------- | -------- | ------- | -------- | -------- | ----------- | ------------------ | ---------------------------------- |
| África do Sul | 00       | 01      | 00       | 00       | 00          | 25/06/2025         | Mamelodi Sundowns 0–0 Fluminense   |
| Angola        | 04       | 00      | 00       | 17       | 01          | 31/05/1973         | Sporting Luanda 0–4 Fluminense     |
| Argélia       | 00       | 00      | 01       | 01       | 02          | 23/02/1985         | MPA Petrolier Alger 2–1 Fluminense |
| Egito         | 03       | 00      | 00       | 07       | 01          | 26/05/1961         | Al-Ahly 1–2 Fluminense             |
| Nigéria       | 01       | 03      | 02       | 04       | 05          | 26/04/1978         | Racca Rovers 1–2 Fluminense        |
| Tanzânia      | 01       | 00      | 00       | 03       | 02          | 10/06/1973         | Young Africans 2–3 Fluminense      |

### Ásia

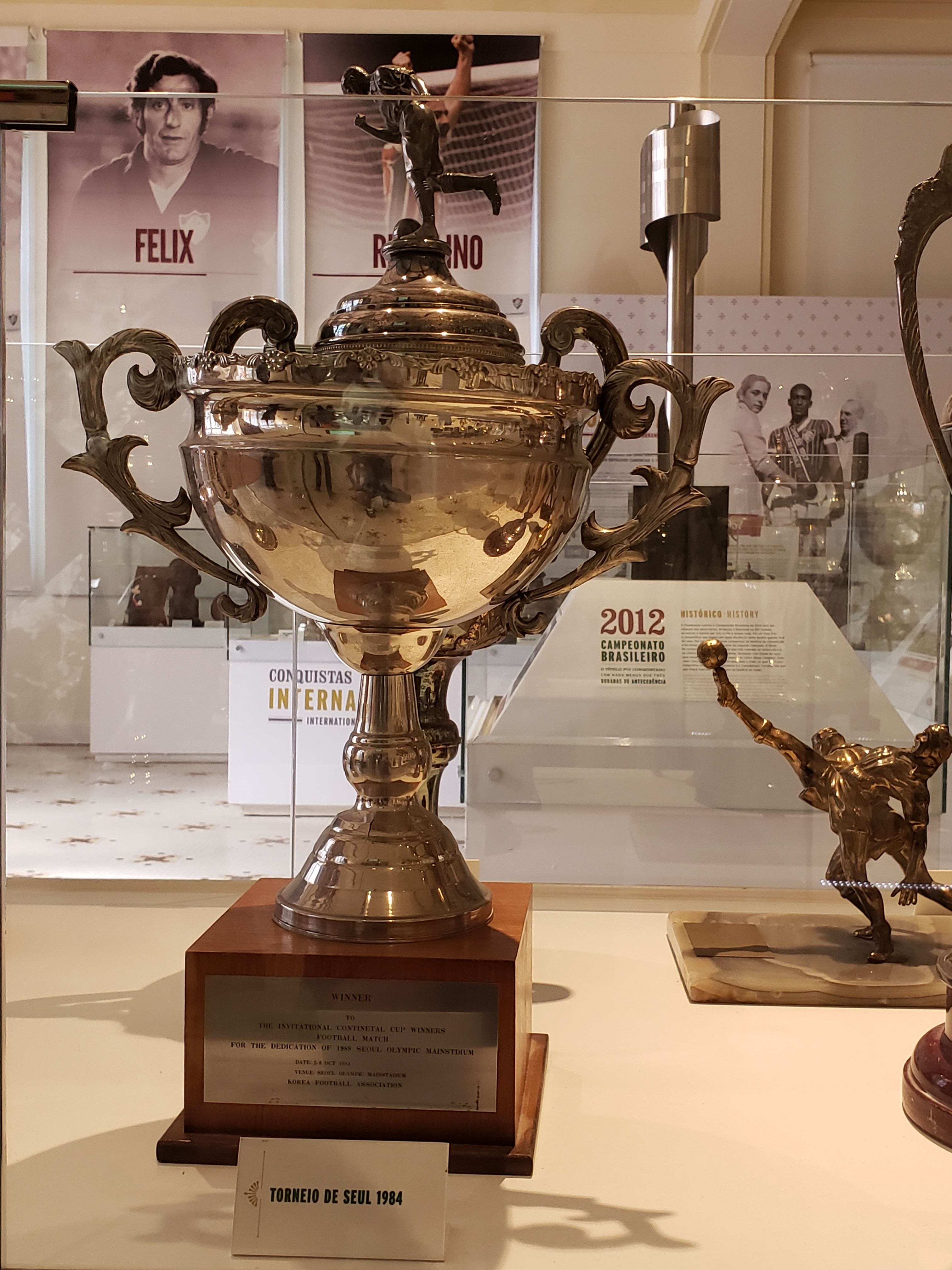
Torneio de Seul 1984.

| País           | Vitórias | Empates | Derrotas | Gols pró | Gols contra | Primeiro confronto | Partida                        |
| -------------- | -------- | ------- | -------- | -------- | ----------- | ------------------ | ------------------------------ |
| Arábia Saudita | 02       | 01      | 00       | 07       | 05          | 03/11/1982         | Al Ahli 2–3 Fluminense         |
| Cazaquistão    | 00       | 00      | 01       | 00       | 02          | 03/08/1996         | Munayshi Aktau 2–0 Fluminense  |
| Coreia do Sul  | 02       | 00      | 00       | 05       | 02          | 29/01/1994         | Fluminense 1–0 Hyundai         |
| Japão          | 01       | 01      | 01       | 03       | 03          | 29/04/1993         | Kashima Antlers 1–1 Fluminense |

### Europa

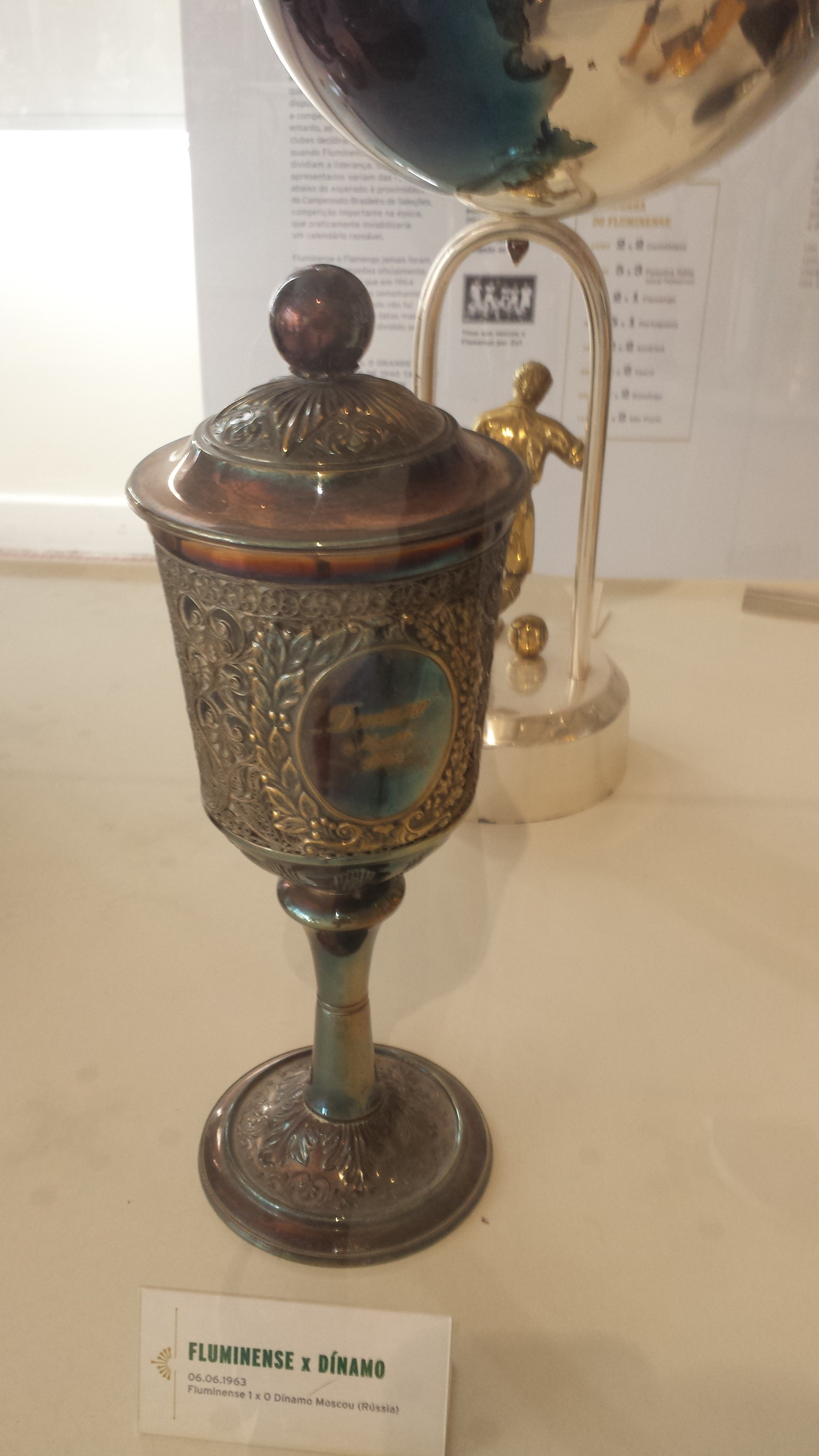
Taça Fluminense v. Dinamo de Moscou 1963.

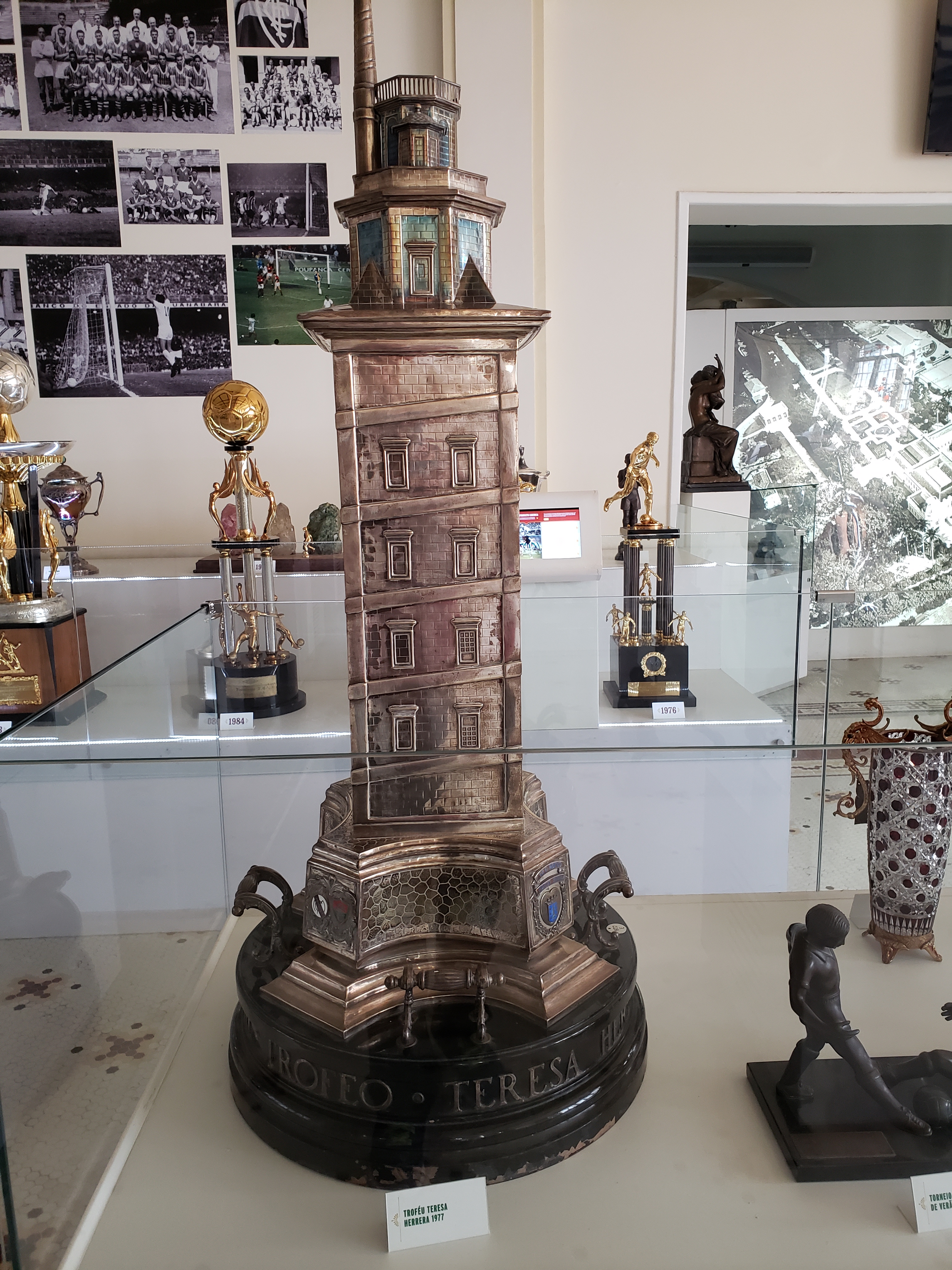
Teresa Herrera 1977.

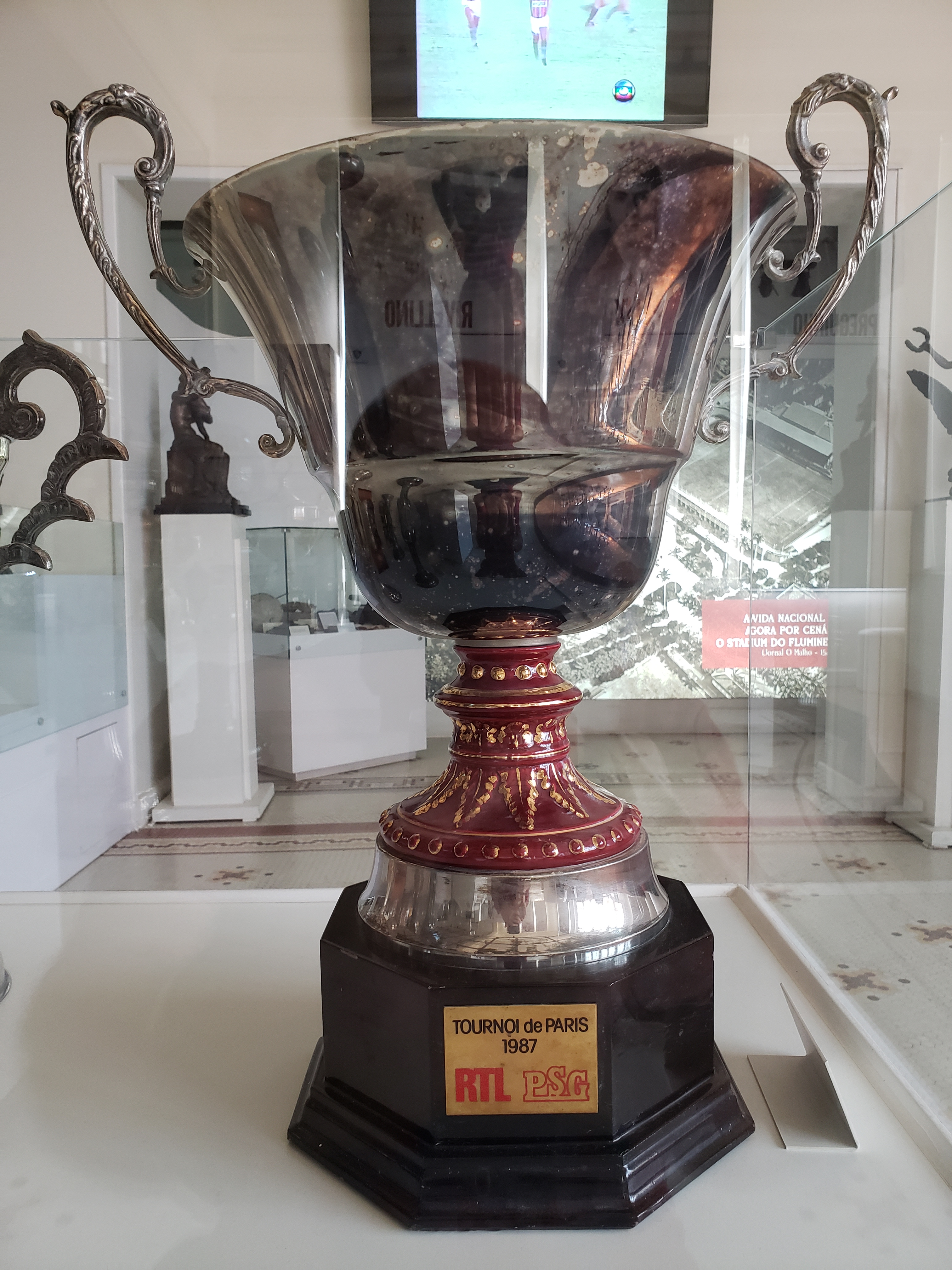
Torneio de Paris 1987.

| País                 | Vitórias | Empates | Derrotas | Gols pró | Gols contra | Primeiro confronto | Partida                            |
| -------------------- | -------- | ------- | -------- | -------- | ----------- | ------------------ | ---------------------------------- |
| Alemanha             | 11       | 02      | 05       | 48       | 25          | 10/06/1975         | Fluminense 1–0 Bayern München      |
| Arménia              | 01       | 00      | 00       | 05       | 02          | 16/06/1963         | Ararat Erevan 2–5 Fluminense       |
| Áustria              | 04       | 01      | 00       | 13       | 06          | 12/06/1949         | Fluminense 3–2 Rapid Wien          |
| Bélgica              | 02       | 02      | 00       | 08       | 06          | 05/05/1960         | Standard Liége 2–2 Fluminense      |
| Bósnia e Herzegovina | 00       | 02      | 00       | 05       | 05          | 13/06/1972         | Vojvodina 4–4 Fluminense           |
| Croácia              | 01       | 01      | 00       | 05       | 02          | 10/02/1953         | Dínamo Zagreb 0–0 Fluminense       |
| Escócia              | 01       | 00      | 00       | 03       | 00          | 20/06/1953         | Fluminense 3–0 Hibernian           |
| Espanha              | 12       | 07      | 08       | 61       | 37          | 28/07/1954         | Fluminense 3–0 Deportivo La Coruña |
| França               | 09       | 03      | 01       | 30       | 13          | 15/06/1955         | Racing Paris 0–2 Fluminense        |
| Países Baixos        | 02       | 03      | 01       | 11       | 13          | 10/05/1960         | Feyenoord 1–2 Fluminense           |
| Hungria              | 00       | 00      | 02       | 02       | 05          | 21/06/1931         | Fluminense 2–3 Ferencváros         |
| Inglaterra           | 05       | 01      | 06       | 19       | 34          | 06/12/1908         | Fluminense 0–4 Percy Acott         |
| Itália               | 11       | 04      | 00       | 25       | 08          | 02/06/1955         | Fiorentina 1–3 Fluminense          |
| Portugal             | 06       | 02      | 04       | 18       | 13          | 15/07/1928         | Fluminense 4–1 Sporting CP         |
| República Checa      | 04       | 02      | 01       | 12       | 09          | 07/08/1977         | Dukla 1–4 Fluminense               |
| Rússia               | 01       | 00      | 00       | 01       | 00          | 06/06/1963         | Dínamo Moscou 0–1 Fluminense       |
| Suécia               | 10       | 00      | 01       | 52       | 07          | 14/12/1949         | Fluminense 2–1 Malmöe              |
| Suíça                | 04       | 02      | 01       | 12       | 09          | 17/07/1952         | Fluminense 1–0 Grasshopper         |
| Turquia              | 03       | 00      | 01       | 08       | 03          | 21/05/1955         | Adaleti Istambul 1–4 Fluminense    |
| Ucrânia              | 01       | 01      | 00       | 03       | 02          | 09/06/1963         | Lugansk 1–2 Fluminense             |

## Invencibilidades
1. 27 partidas (21 vitórias e 6 empates), entre 1907 e 1909.
2. 26 partidas (23 vitórias e 3 empates), em 1959.
3. 23 partidas (18 vitórias e 5 empates), em 1983.
4. 22 partidas (15 vitórias e 7 empates), entre 1935 e 1936.
5. 21 partidas (18 vitórias e 3 empates), em 1963.
6. 20 partidas (15 vitórias e 5 empates), em 1973.

## Jogadores que mais atuaram

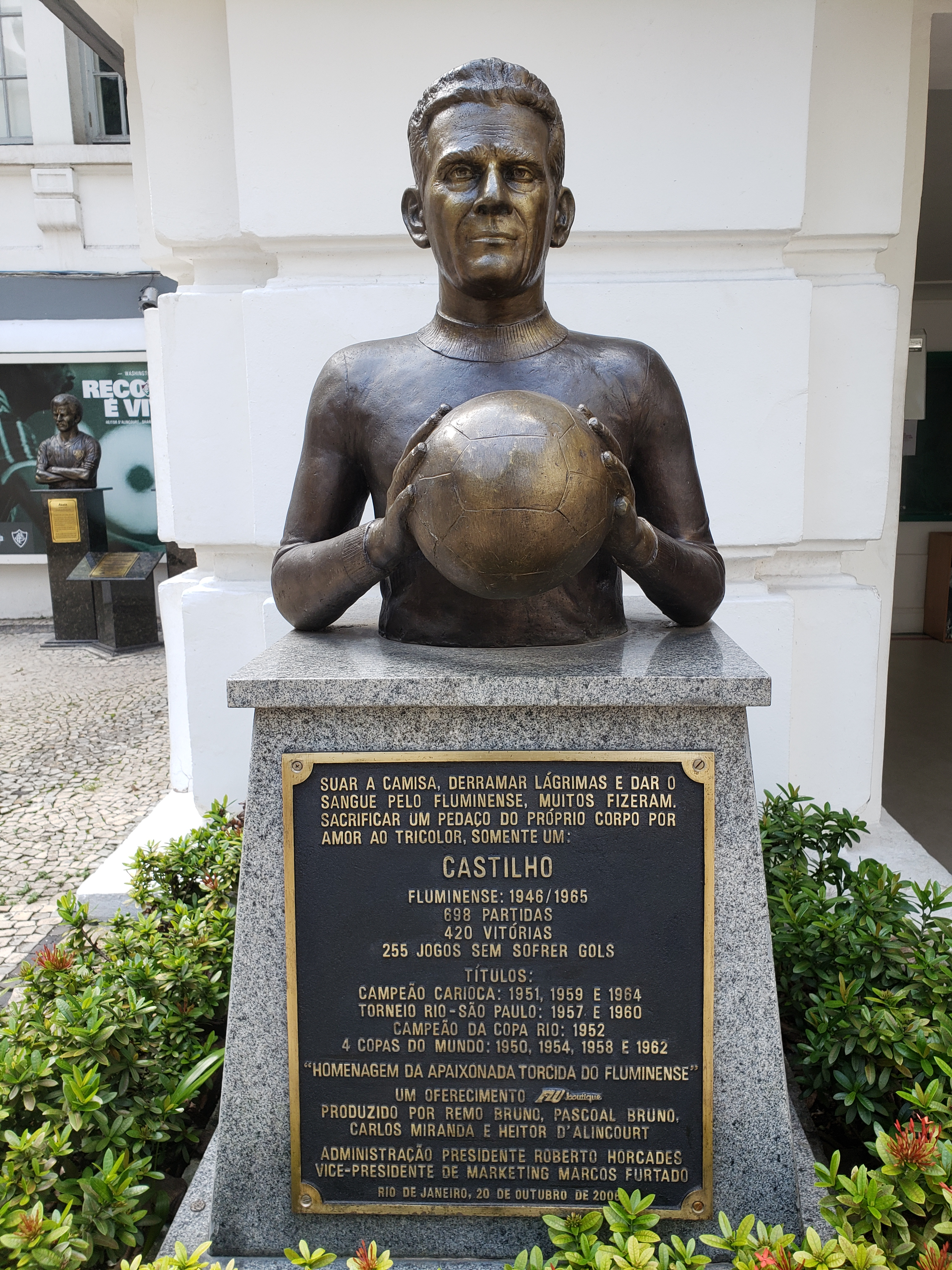
Busto de Castilho na sede de Laranjeiras.

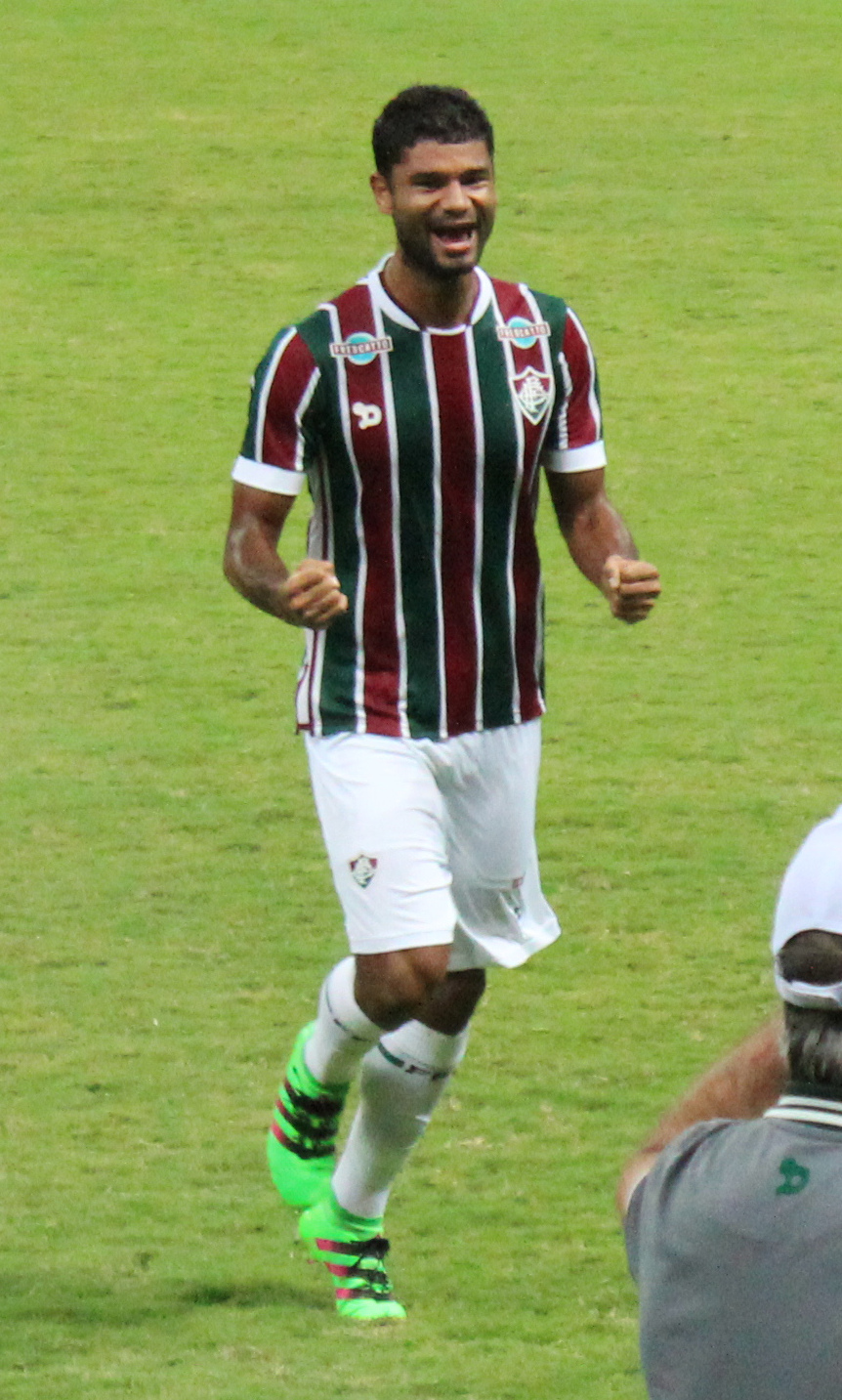
Gum, campeão em 2010 e 2012 pelo Flu.

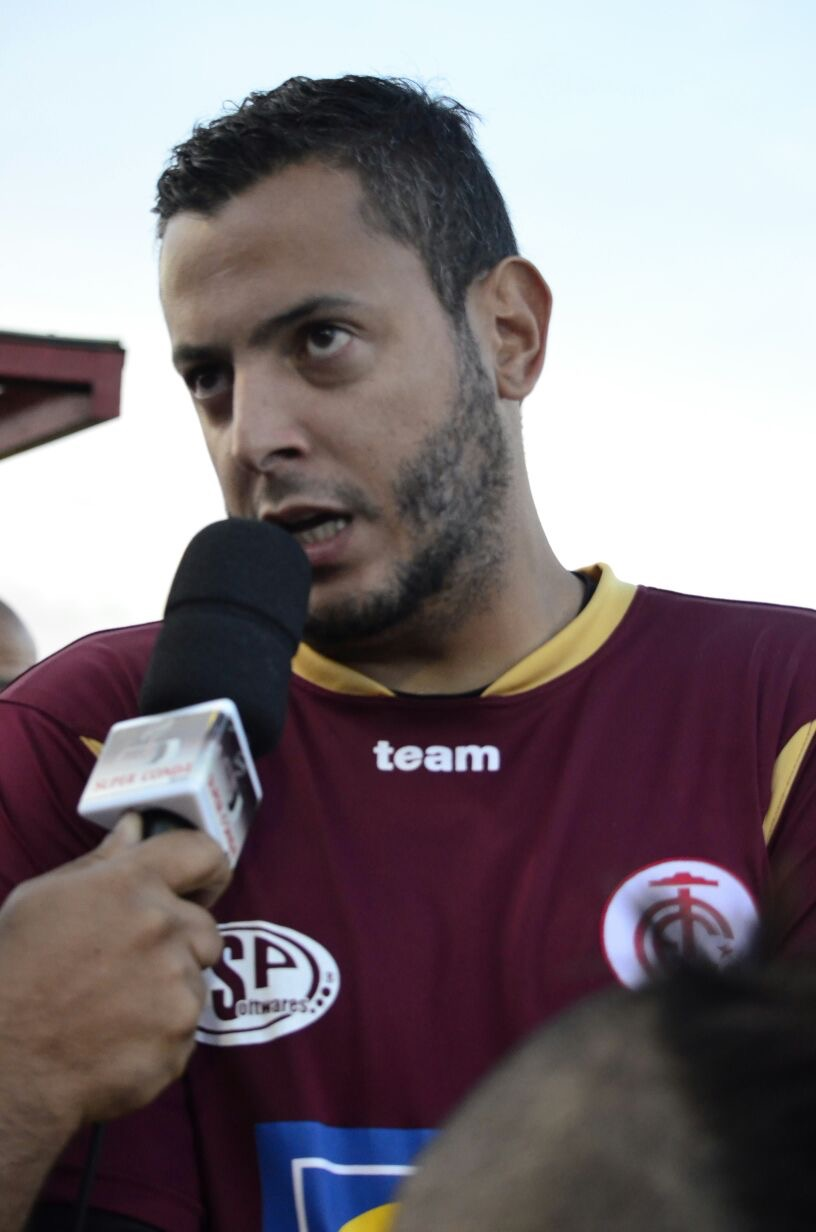
Fernando Henrique, campeão da Copa do Brasil em 2007.

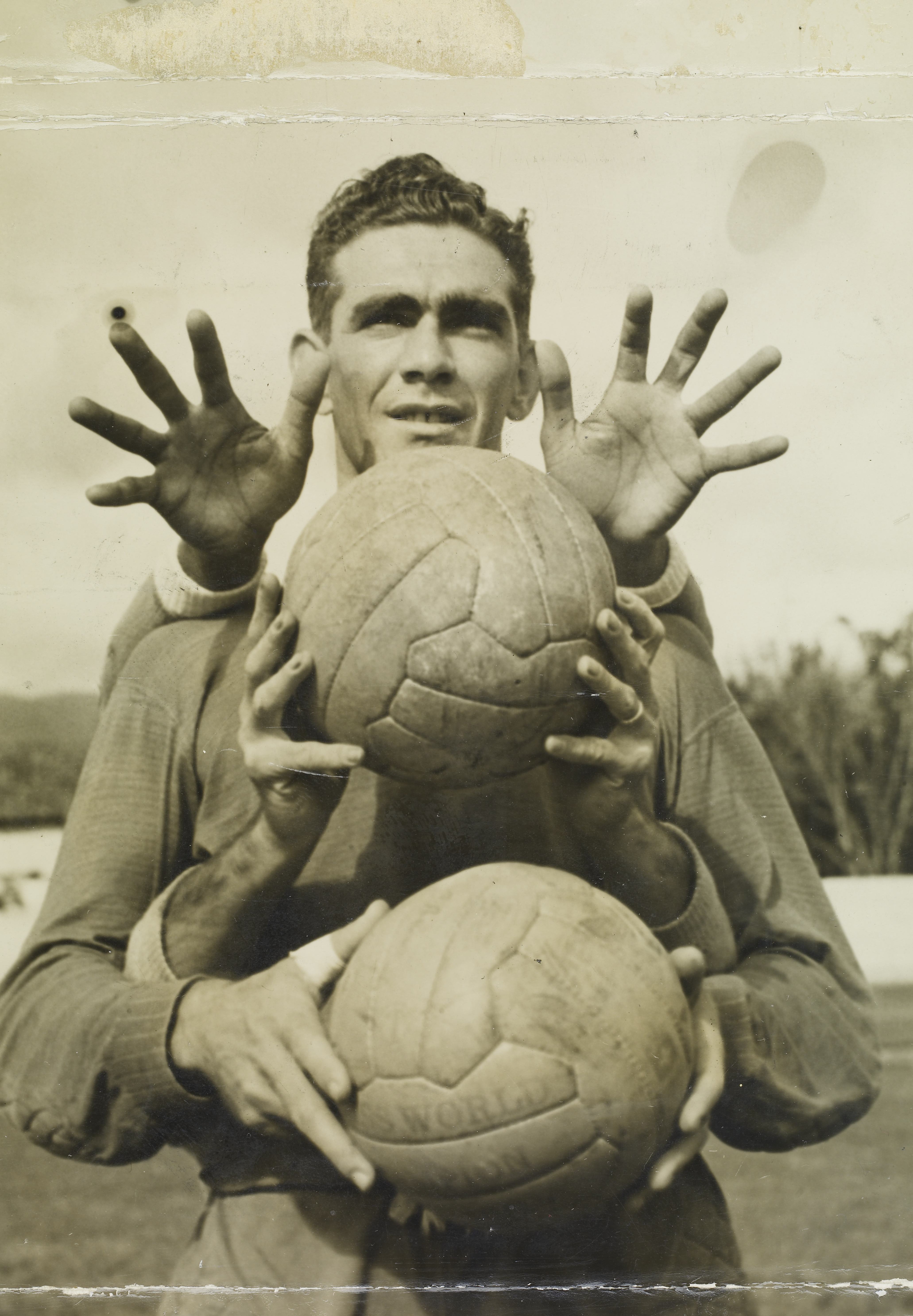
Castilho posando "com 6 mãos" em 1956.

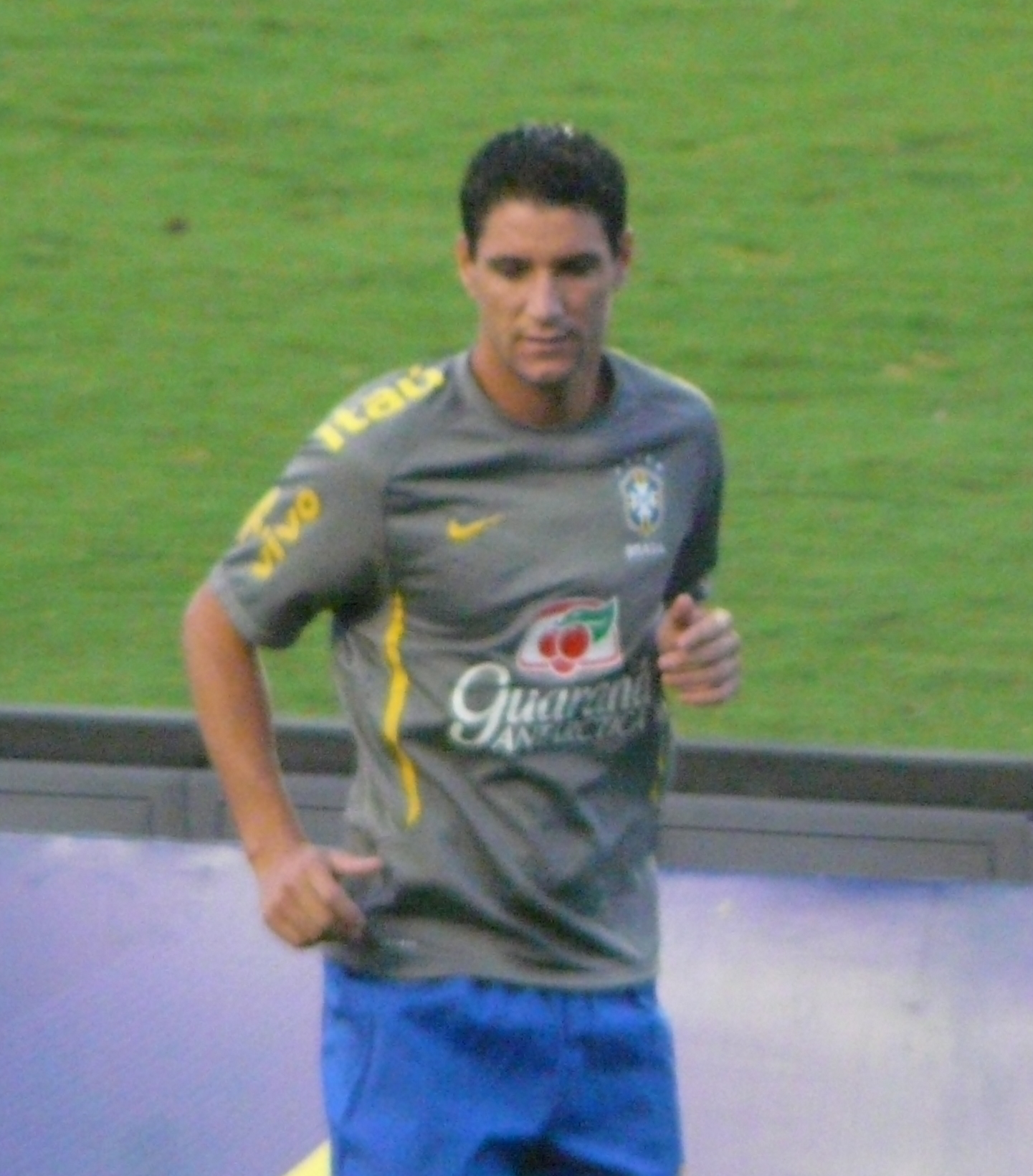
Thiago Neves, primeiro jogador na história a marcar 3 gols em uma final de Libertadores.

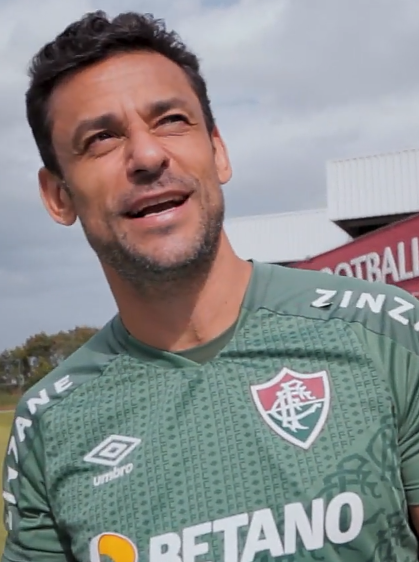
Fred foi o capitão da equipe na final da Copa Sulamericana disputada em 2009.

Conforme publicação do site oficial do Fluminense. Jogadores que estão em negrito e itálico estão em atividade.

## Maiores artilheiros

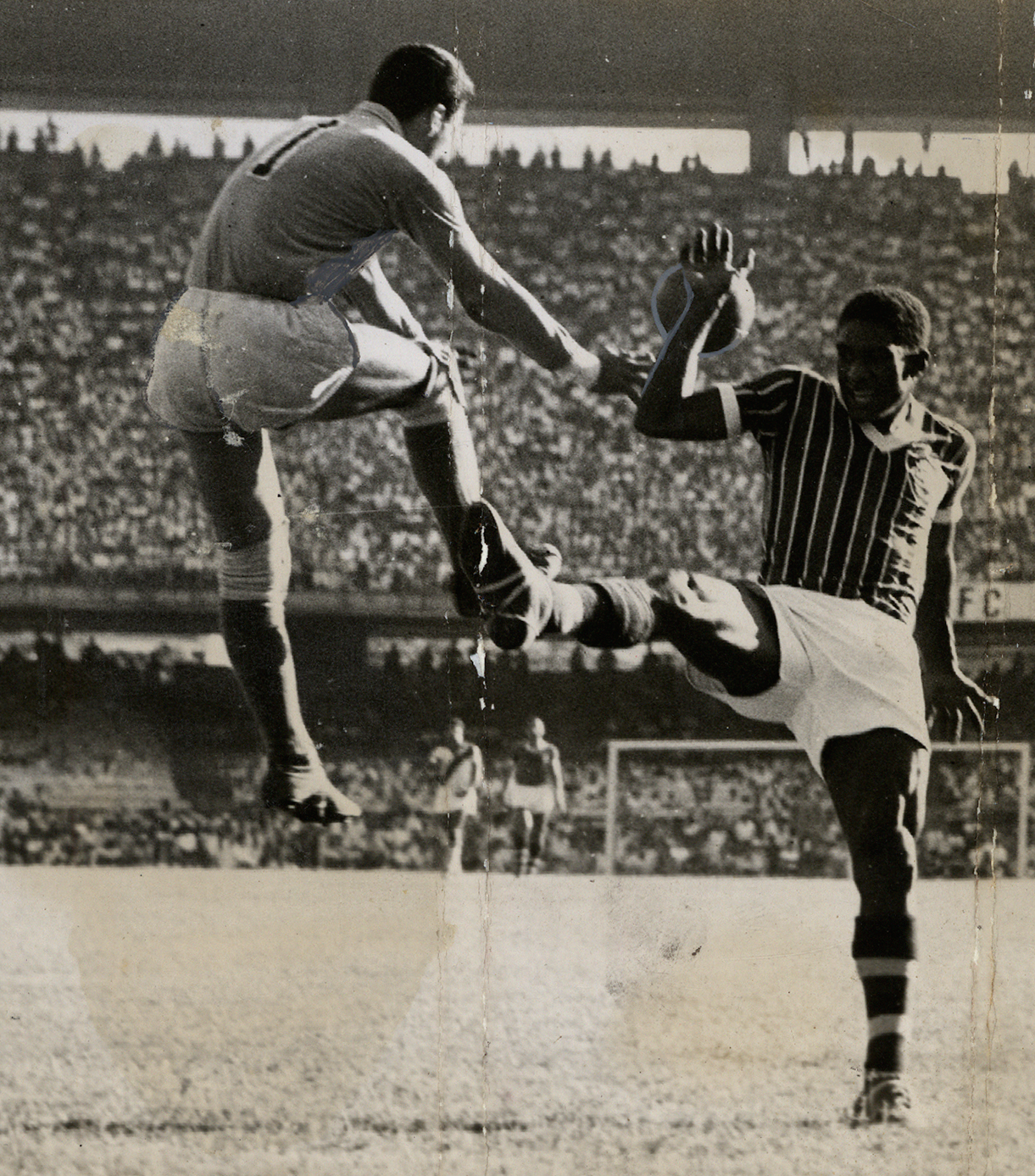
Waldo atuando no Maracanã.

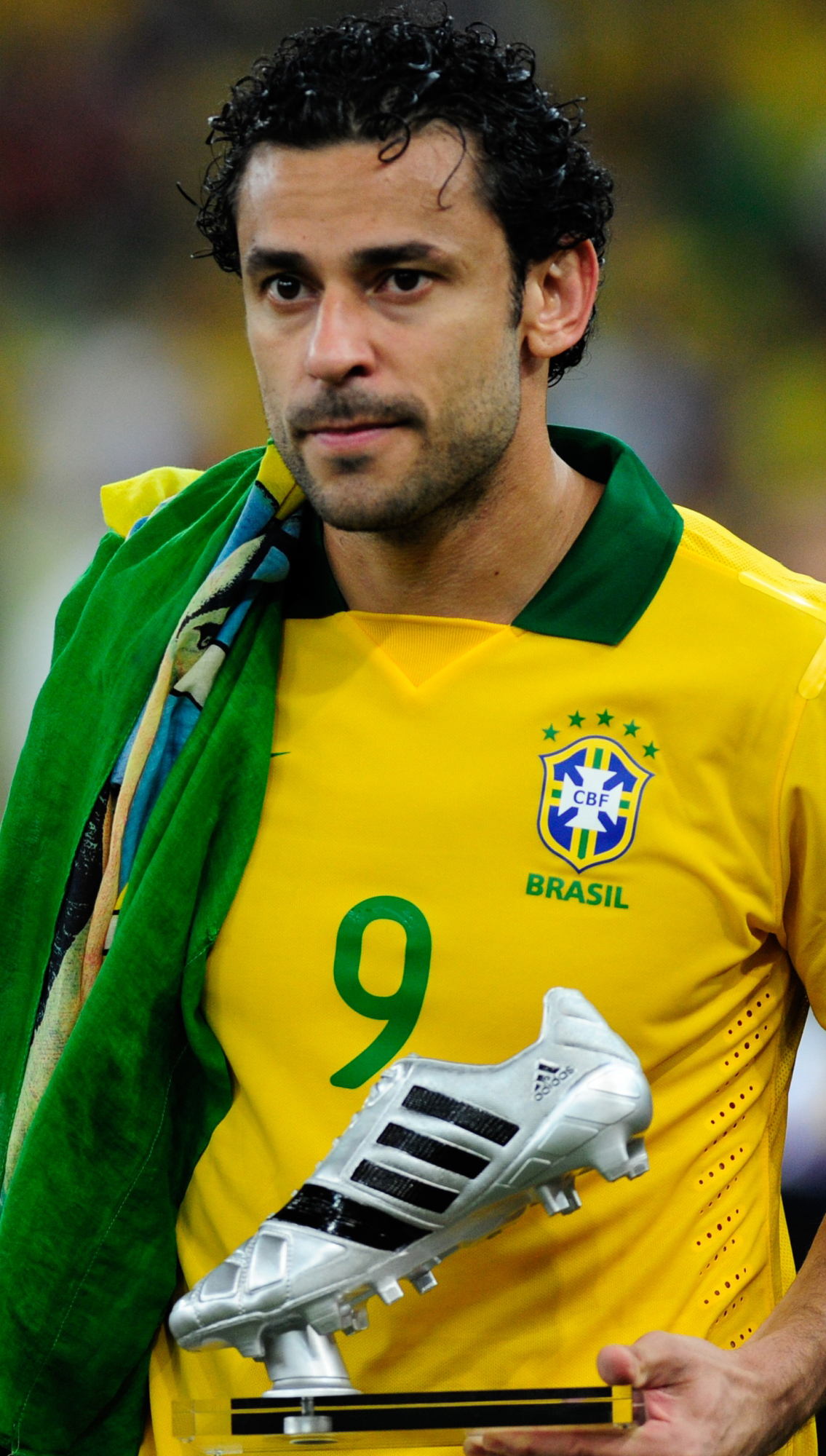
Fred pela Seleção Brasileira em 2013.

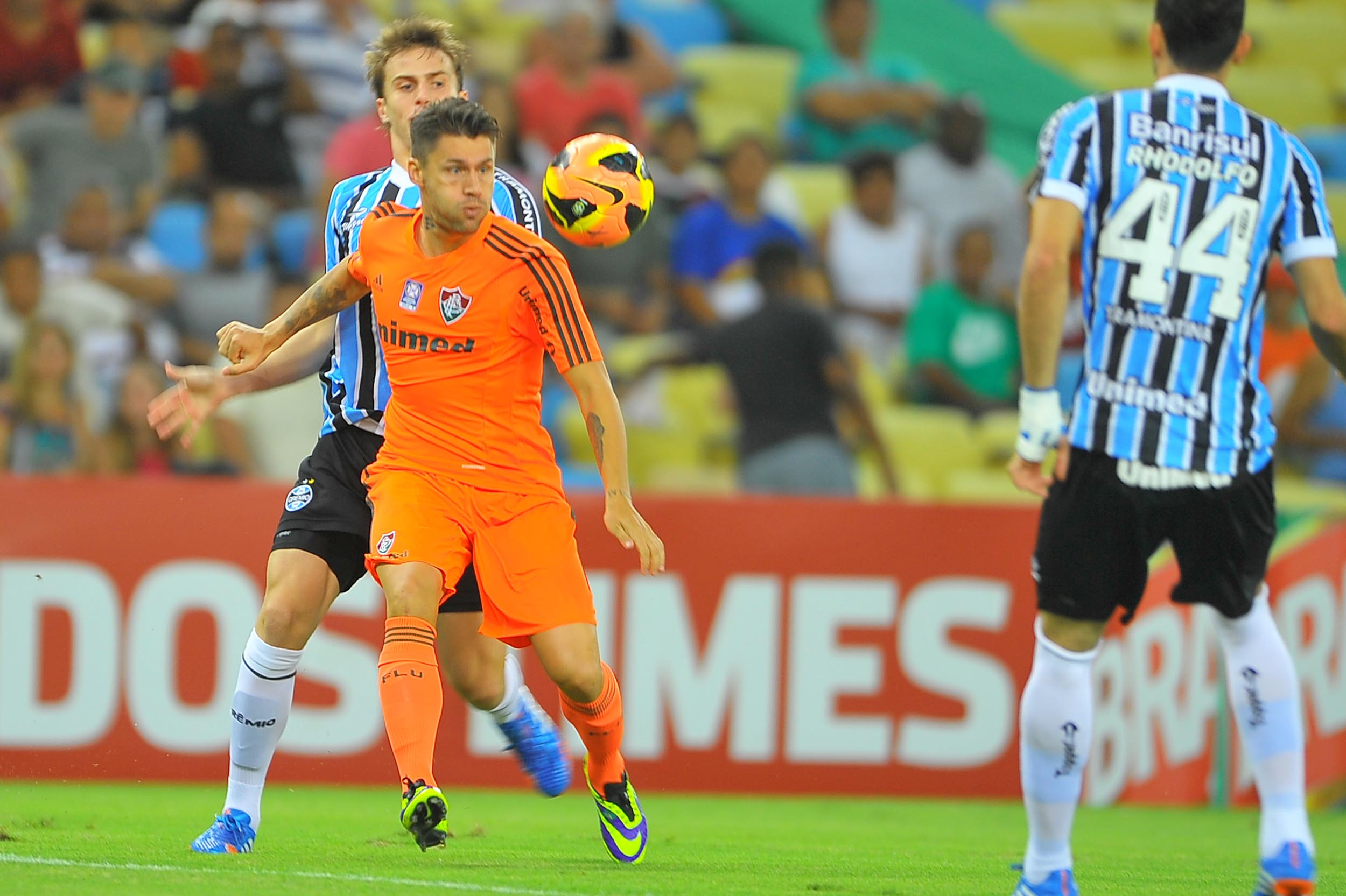
Rafael Sóbis em jogo do Brasileirão de 2013.

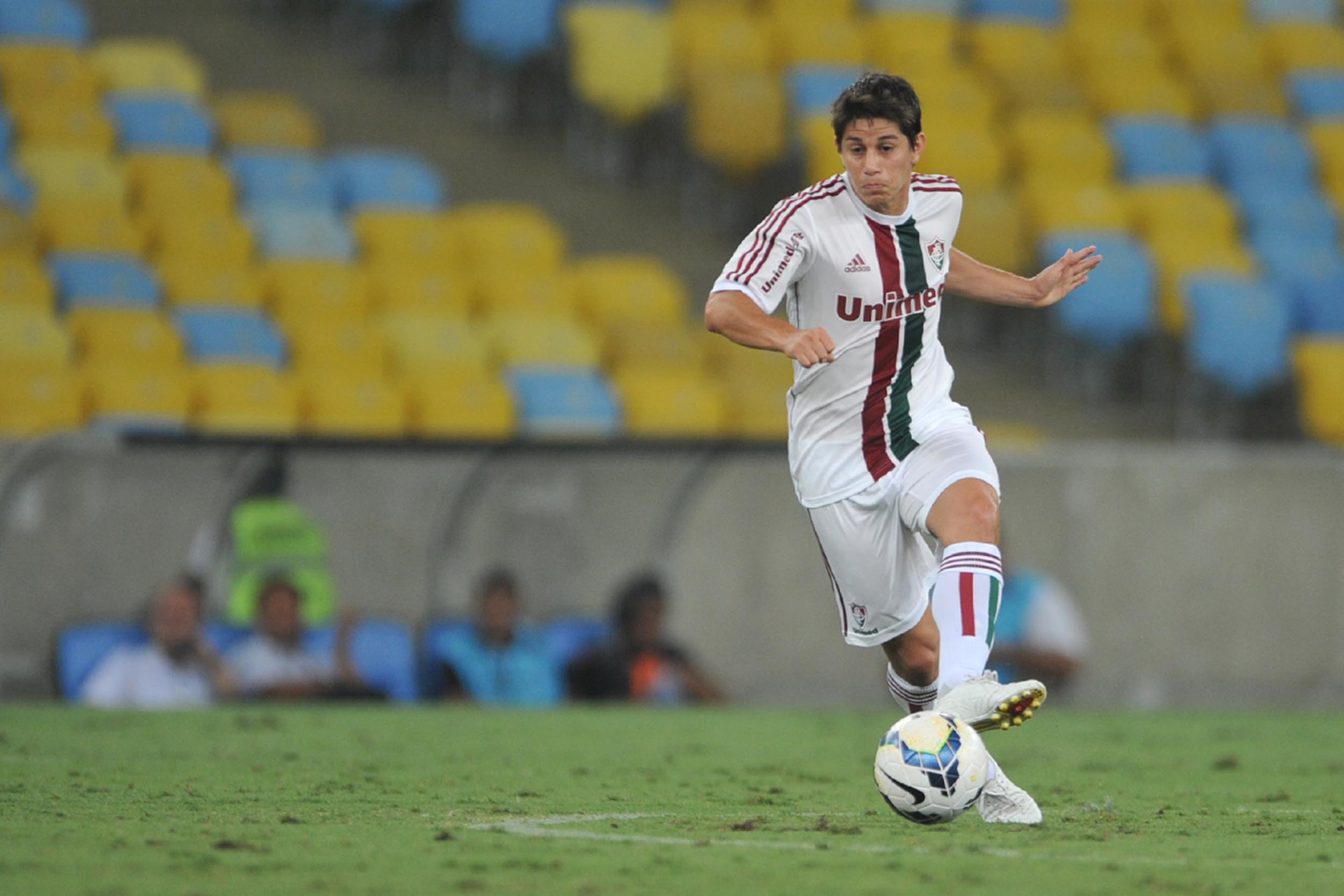
Darío Conca em jogo do Brasileirão de 2014.

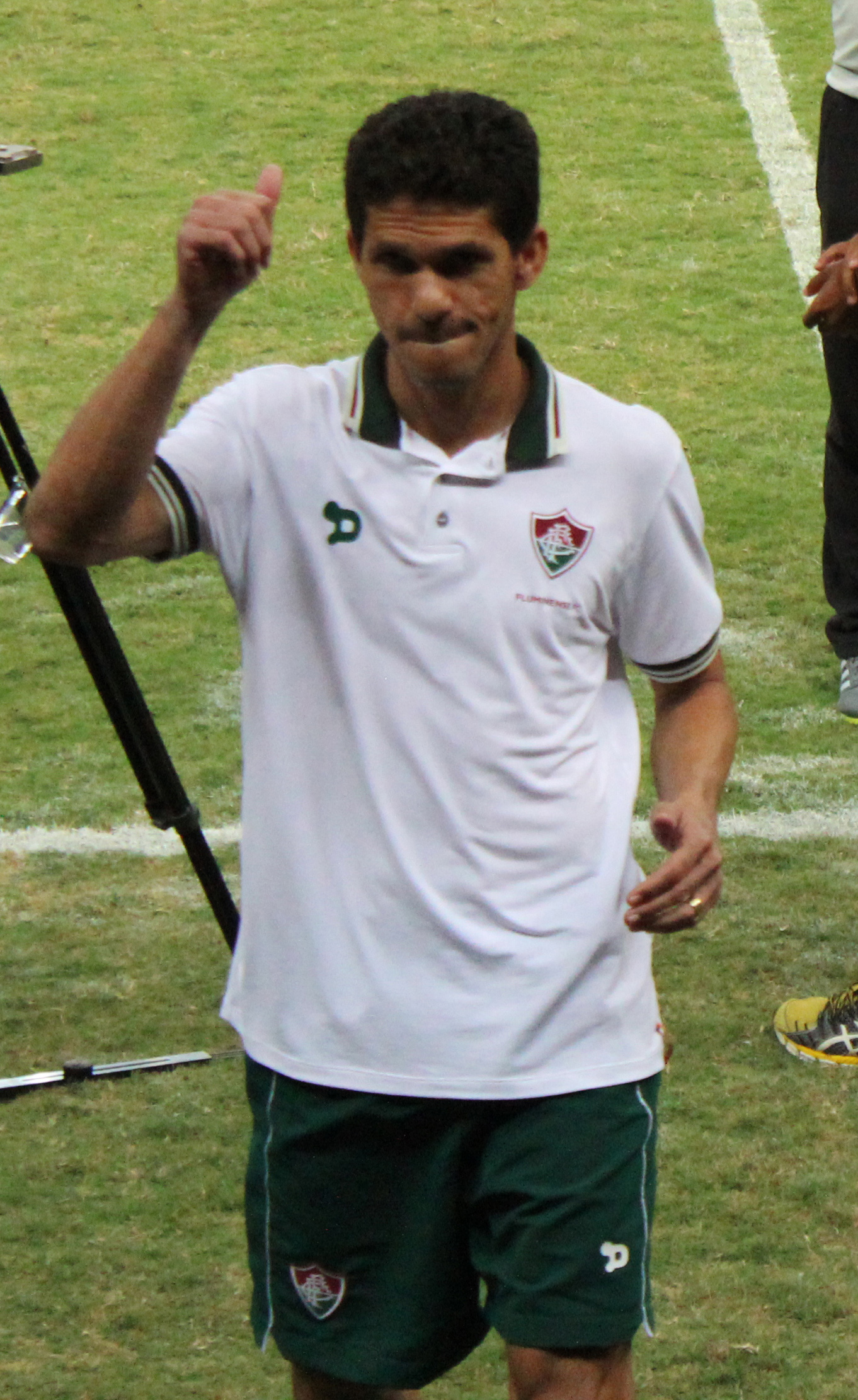
Magno Alves em jogo da Primeira Liga de 2016.

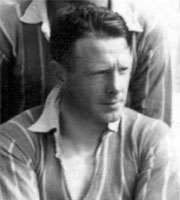
Henry "Harry" Welfare.

Conforme publicação do site oficial do Fluminense.
Jogos oficiais
Exclui jogos amistosos, taças e torneios amistosos.
Século XXI
Fred também é o maior artilheiro de clubes cariocas no Século XXI.
Campeonato Brasileiro
Maior número de gols em uma única partida: Magno Alves — 5 gols (Flu 6 a 1 Santa Cruz, em 25 de outubro de 2000).
Maior artilheiro em um único Campeonato: Germán Cano — 26 gols (2022).
Copa do Brasil
Maior número de gols em uma única partida: Magno Alves — 3 gols (ABC 1 a 4 Fluminense, em 20 de janeiro de 1998) e Nenê - 3 gols (Fluminense 3 a 0 Figueirense, em 25 de agosto de 2020).
Maior artilheiro em uma única Copa: Tuta — 7 gols (2005).
Campeonato Carioca
Maior número de gols em uma única partida (todos com 6 gols): Albert Victor Buchan (Fluminense 10 a 0 Haddock Lobo em 13 de junho de 1909); Henry "Harry" Welfare (Fluminense 11 a 1 Bangu em 9 de dezembro de 1917); Luis Maria Rongo (Fluminense 9 a 0 São Cristóvão em 20 de julho de 1941).
Copa Libertadores da América
Copa Sul Americana
Artilheiros da região Centro Oeste

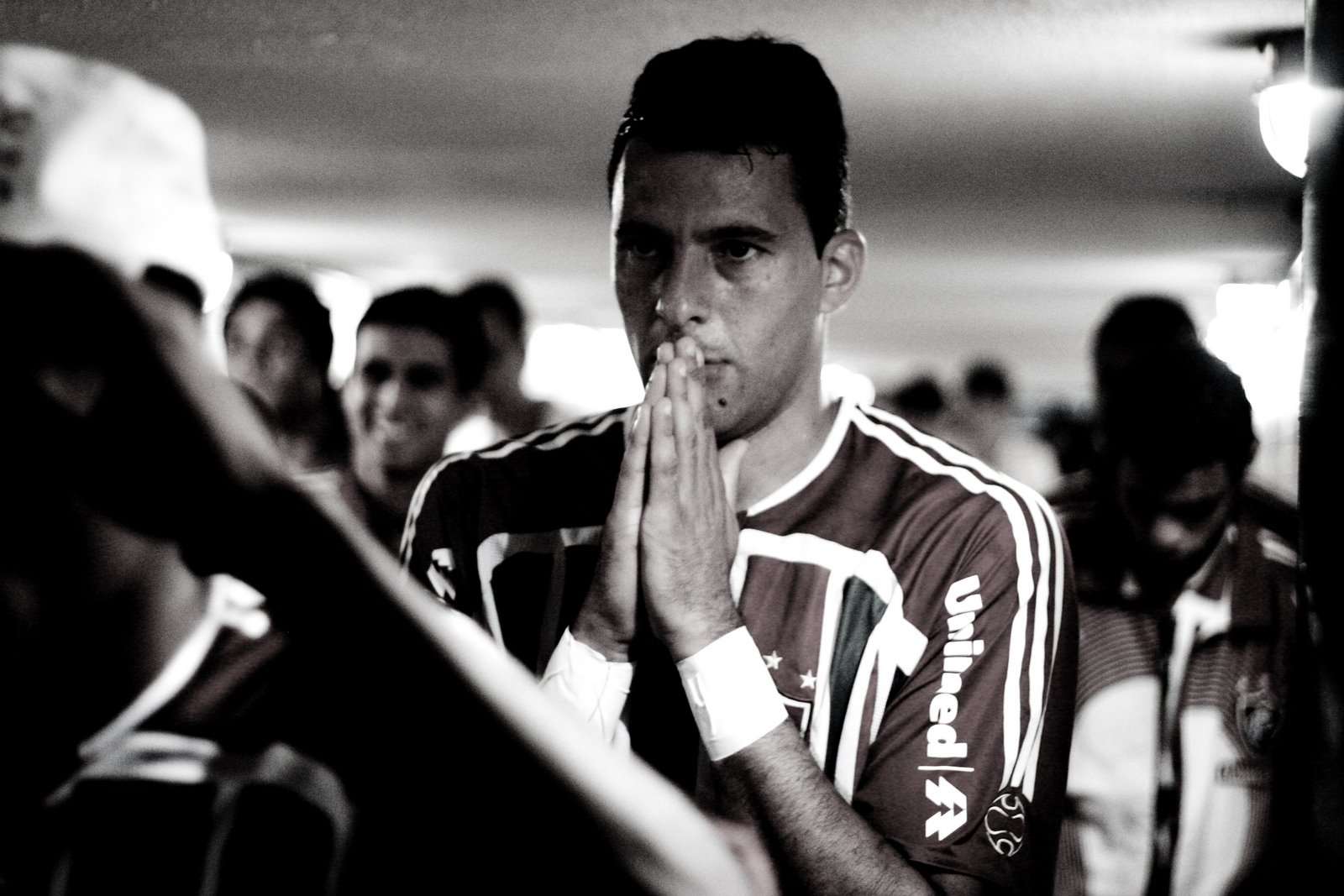
Washington, o brasiliense.

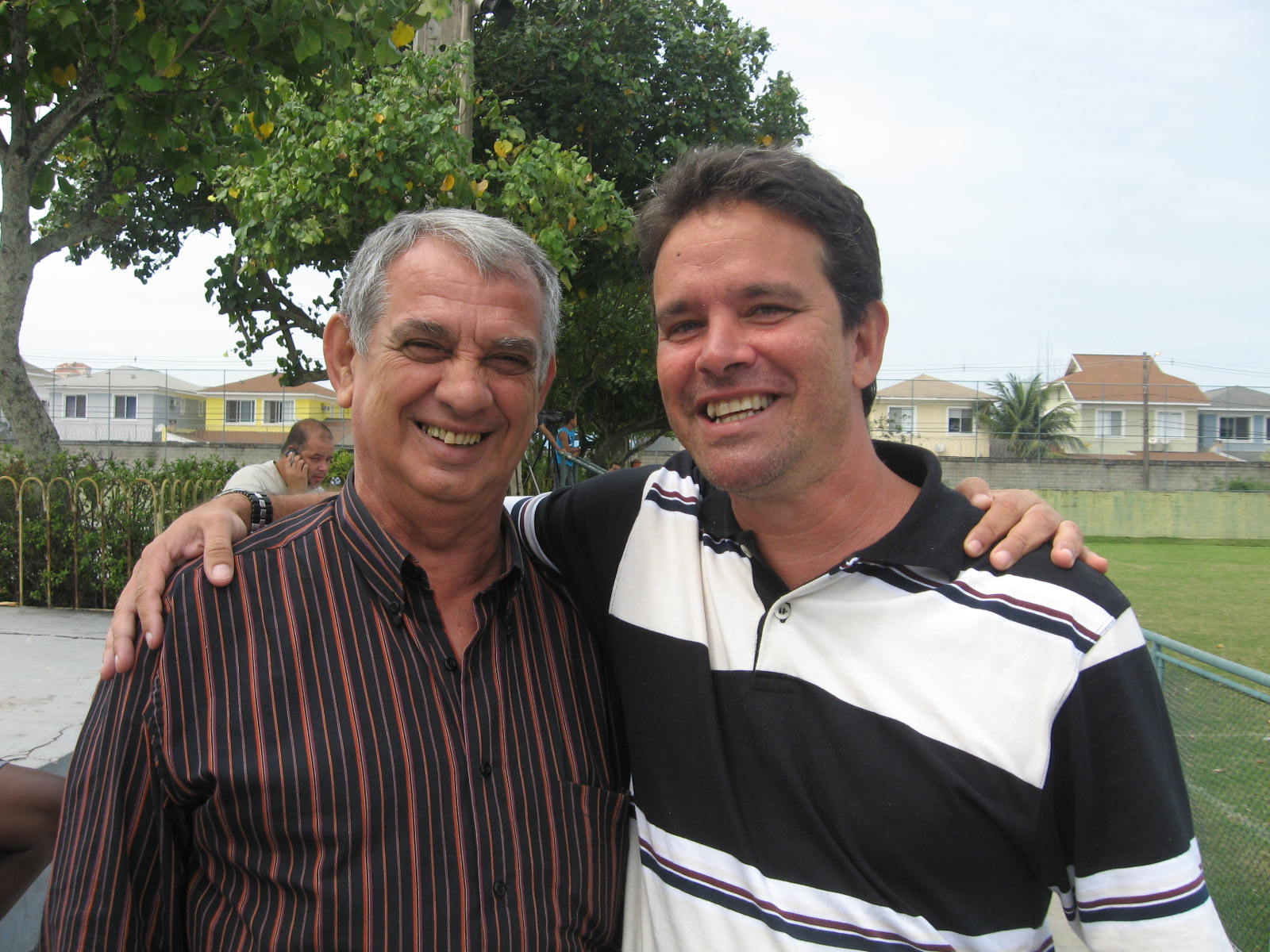
Ézio ladeado pelo ex-vice de futebol, Walquir Pimentel.

- Artilheiros por região e por estado, conforme dados oficiais do clube.[8]

| Estado                    | Nome       | Gols |
| ------------------------- | ---------- | ---- |
| Distrito Federal (Brasil) | Washington | 45   |
| Goiás                     | Luciano    | 20   |
| Mato Grosso do Sul        | Dionísio   | 33   |
| Mato Grosso               | Beto       | 03   |

Artilheiros da região Nordeste
- Artilheiros por região e por estado, conforme dados oficiais do clube.[8]

| Estado              | Nome        | Gols |
| ------------------- | ----------- | ---- |
| Alagoas             | Jadílson    | 6    |
| Bahia               | Magno Alves | 124  |
| Bahia               | Washington  | 124  |
| Ceará               | Evanilson   | 7*   |
| Maranhão            | Chiquinho   | 2    |
| Paraíba             | Rinaldo     | 24   |
| Pernambuco          | Orlando     | 184  |
| Piauí               | –           | –    |
| Rio Grande do Norte | Marinho     | 39   |
| Sergipe             | Nunes       | 40   |

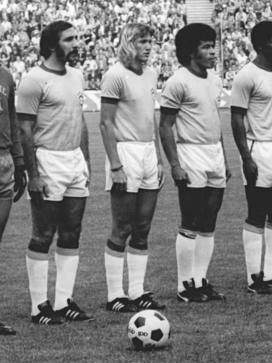
Marinho Chagas, o "louro".

(*) Em atividade, até 13 de abril de 2020.
Artilheiros da região Norte
- Artilheiros por região e por estado, conforme dados oficiais do clube.[8]

| Estado    | Nome       | Gols |
| --------- | ---------- | ---- |
| Acre      | –          | –    |
| Amazonas  | Fábio Bala | 13   |
| Amapá     | Aldo       | 15   |
| Pará      | Nilo (*)   | 62   |
| Rondônia  | –          | –    |
| Roraima   | –          | –    |
| Tocantins | Roni       | 83   |

(*) Naturalidade conforme registros do Fluminense.
Artilheiros da região Sudeste
- Artilheiros por região e por estado, conforme dados oficiais do clube.[8]

| Estado                  | Nome      | Gols |
| ----------------------- | --------- | ---- |
| Espírito Santo (estado) | Ézio      | 118  |
| Minas Gerais            | Fred      | 199  |
| Rio de Janeiro          | Waldo     | 319  |
| São Paulo               | Rodrigues | 95   |

Artilheiros da região Sul
- Artilheiros por região e por estado, conforme dados oficiais do clube.[8]

| Estado            | Nome         | Gols |
| ----------------- | ------------ | ---- |
| Paraná            | Thiago Neves | 50   |
| Rio Grande do Sul | Russo*       | 148  |
| Santa Catarina    | Jair         | 28   |

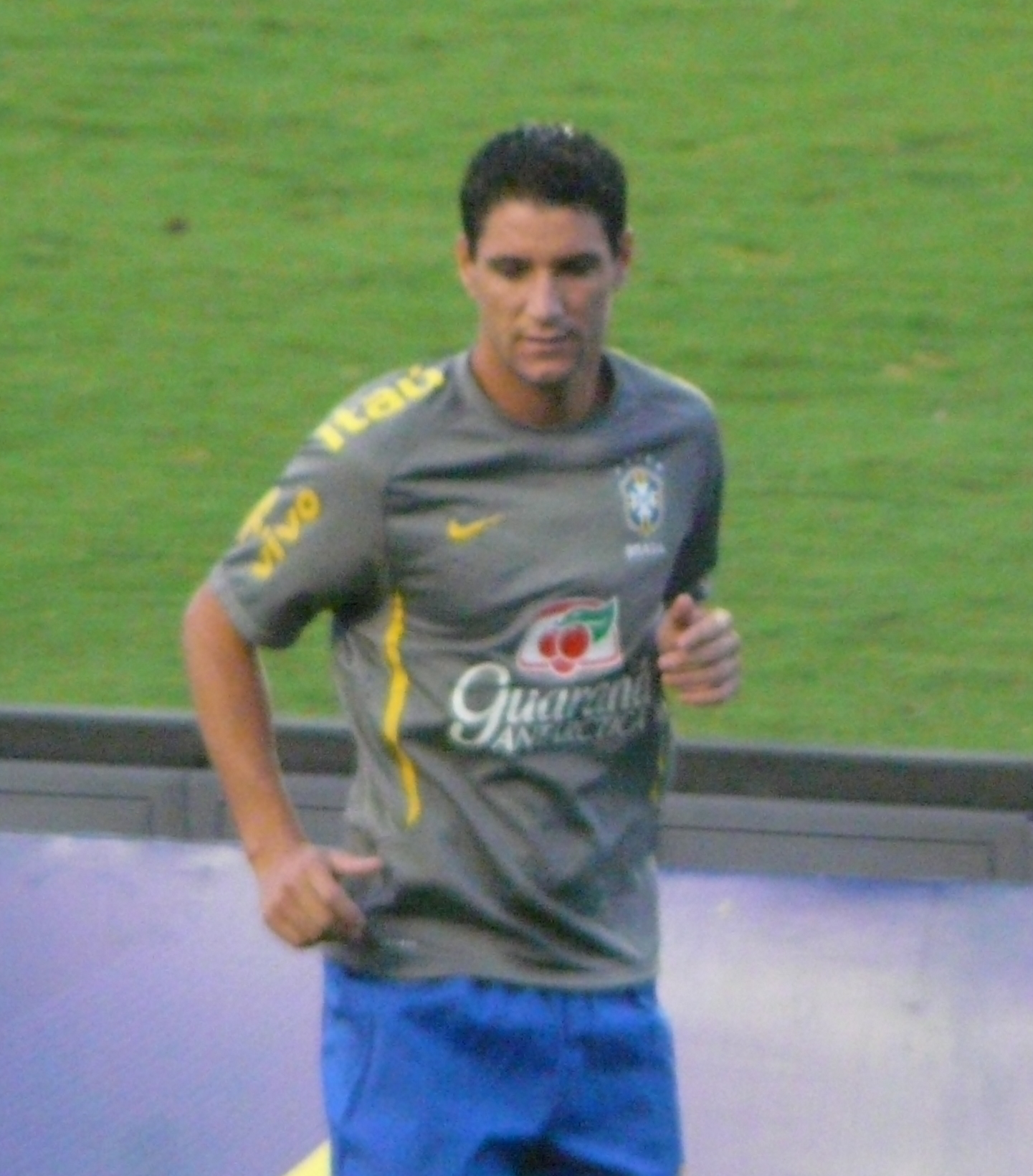
Thiago Neves.

(*) Nos documentos do futebol e registro no RH do clube, Russo, cujo nome era Adolpho Milman, tem como local de nascimento Pelotas, no Rio Grande do Sul. Há, no entanto, divergências de fontes, com alguns registros externos dizendo que ele nasceu na Argentina e outros, no Afeganistão.

## Jogadores mais decisivos

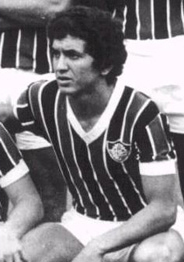
Lula.

## Marcas de goleiros

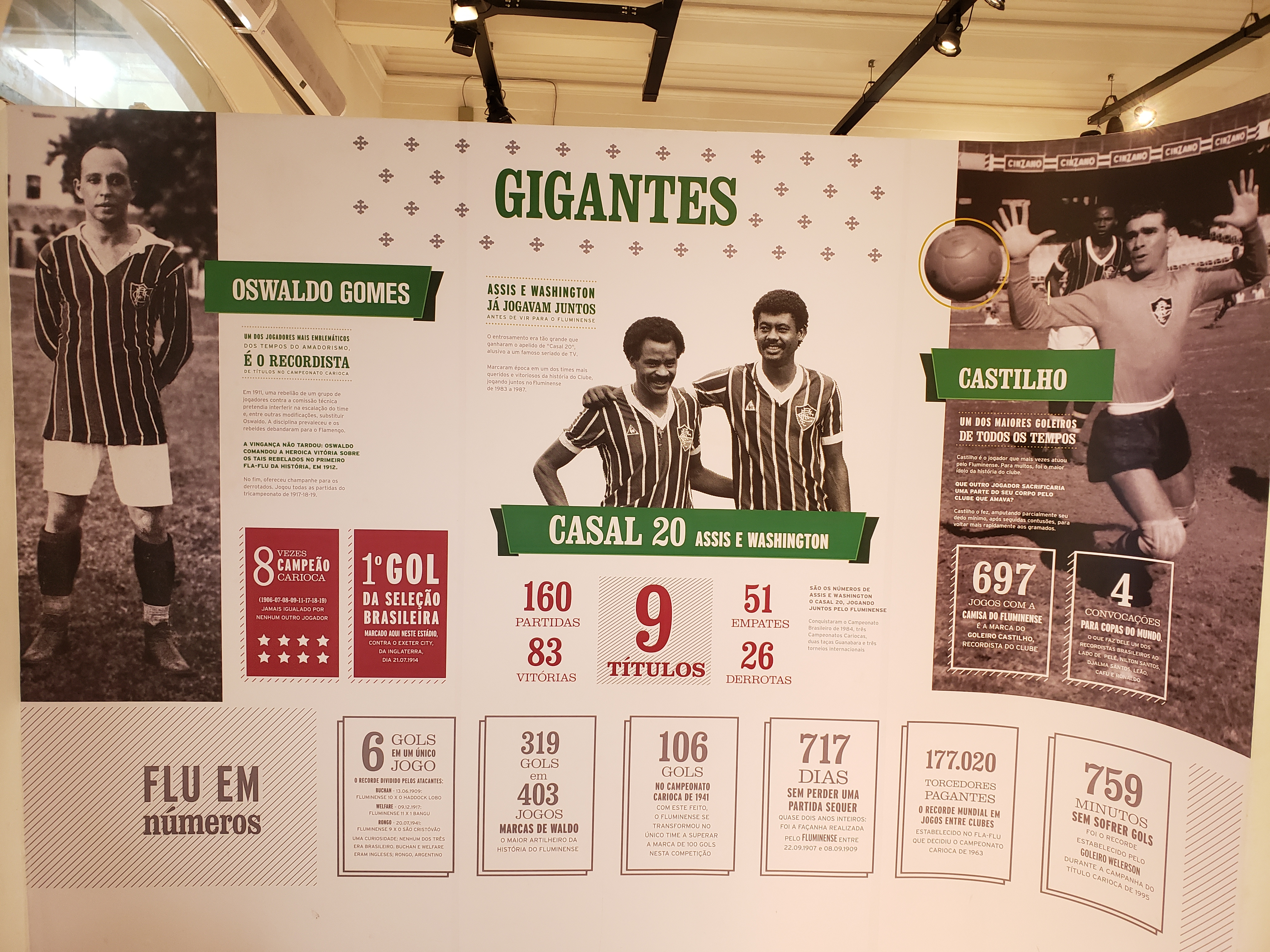
Marcas de grandes jogadores.

Campeonato Brasileiro
Goleiro que mais tempo ficou sem levar gols em campeonatos brasileiros: Félix, em 1972, 503 minutos.
Goleiro com menor média de gols sofridos por jogo: Paulo Vítor, em 1984, 0,52 gols (10 gols em 19 jogos).

## Técnicos que mais comandaram

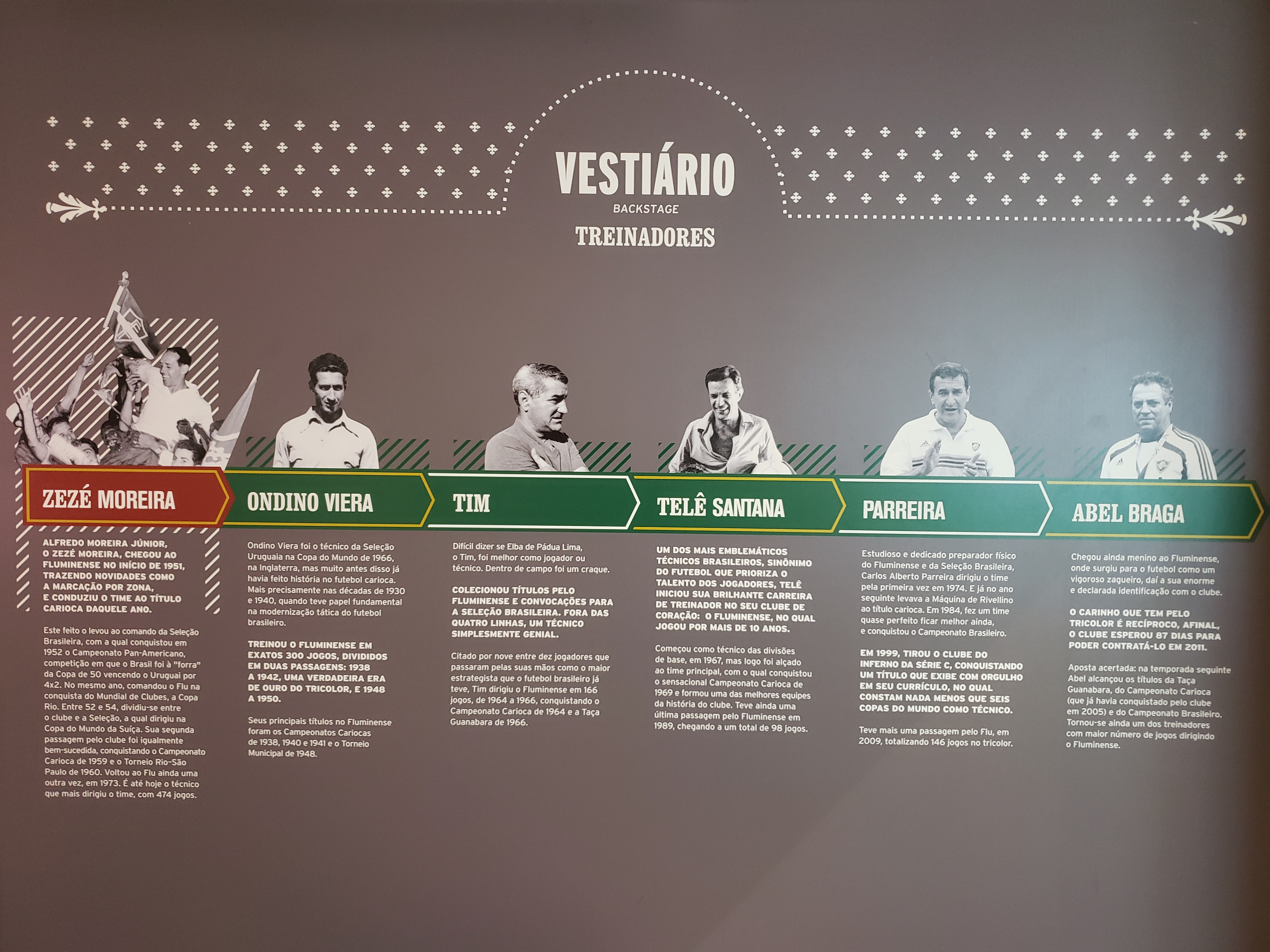
Técnicos em destaque na Sala de Troféus.

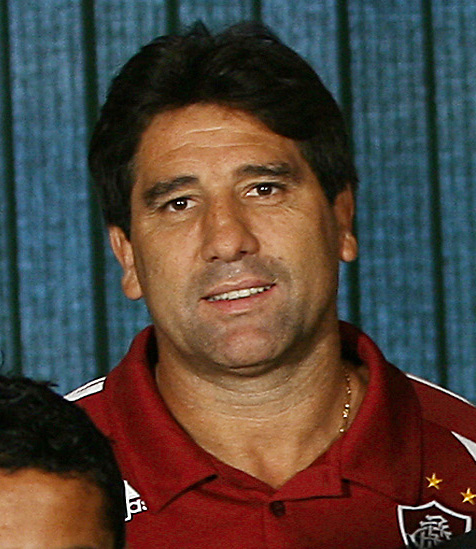
Renato Gaúcho, em 2007, no Palácio do Planalto, em Brasília.

Técnicos com o maior número de partidas
Conforme publicação do site oficial do Fluminense.
Técnicos que mais comandaram em campeonatos brasileiros
Melhor aproveitamento:  Mário Travaglini — 70.57% (1976/1977).